# Guerras carlistas
Las guerras carlistas fueron una serie de contiendas civiles que tuvieron lugar en España a lo largo del siglo XIX. Se debieron, por un lado, a una disputa por el trono, y, por el otro, a un enfrentamiento entre principios políticos opuestos. Los carlistas, que luchaban bajo el lema de «Dios, Patria y Rey», encarnaban una oposición reaccionaria al liberalismo y defendían la monarquía tradicional, los derechos de la Iglesia y los fueros, mientras que los liberales exigían hondas reformas políticas por medio de un gobierno constitucional y parlamentario.
Según el historiador Alfonso Bullón de Mendoza, todos los testimonios de la época coinciden en que en 1833 los carlistas eran superiores en número a sus rivales, si bien la mayoría de los carlistas no pudieron actuar activamente debido a la represión del gobierno. Geográficamente, donde mayor apoyo popular tenía la causa del infante Carlos María Isidro era en gran parte de Castilla la Vieja, la zona de Tortosa y la montaña de Cataluña, y donde mejor organizados estaban sus partidarios era en Castilla la Vieja, Extremadura y Andalucía. Sin embargo, donde finalmente triunfó con mayor fuerza el alzamiento carlista fue en la mayor parte de las Provincias Vascongadas y Navarra, ya que la legislación foral, que dejaba la subinspección de los cuerpos en manos de las respectivas diputaciones, había permitido que los Voluntarios Realistas no fueran purgados allí como en el resto de España.
Así pues, donde lograron hacerse fuertes los defensores del pretendiente durante la primera guerra carlista fue en la mitad norte peninsular, especialmente en las Provincias Vascongadas y Navarra —sus focos más importantes—, así como el norte de Cataluña y el Maestrazgo.
El convenio de Vergara de 1839 marcó el final de la primera guerra carlista, pero las insurrecciones e intentonas carlistas continuaron a lo largo del siglo XIX y el carlismo volvió a aparecer con fuerza como reacción a la revolución de 1868. En 1872 estallaba la tercera guerra carlista, que duraría hasta 1876, tras ponerse fin al periodo revolucionario con la Restauración alfonsina.
De gran influencia todavía en la primera mitad del siglo XX, la actuación de la Comunión Tradicionalista, la agrupación política del carlismo, sería determinante en la conspiración contra la Segunda República y la sublevación del 18 de julio de 1936 que dio origen a la guerra civil española. En ella los carlistas tuvieron una actuación protagonista (especialmente en Navarra) a través de sus milicias de requetés, siendo además una de las dos agrupaciones políticas que dieron origen a la Falange Española Tradicionalista y de las JONS, el Movimiento Nacional franquista.

## Antecedentes

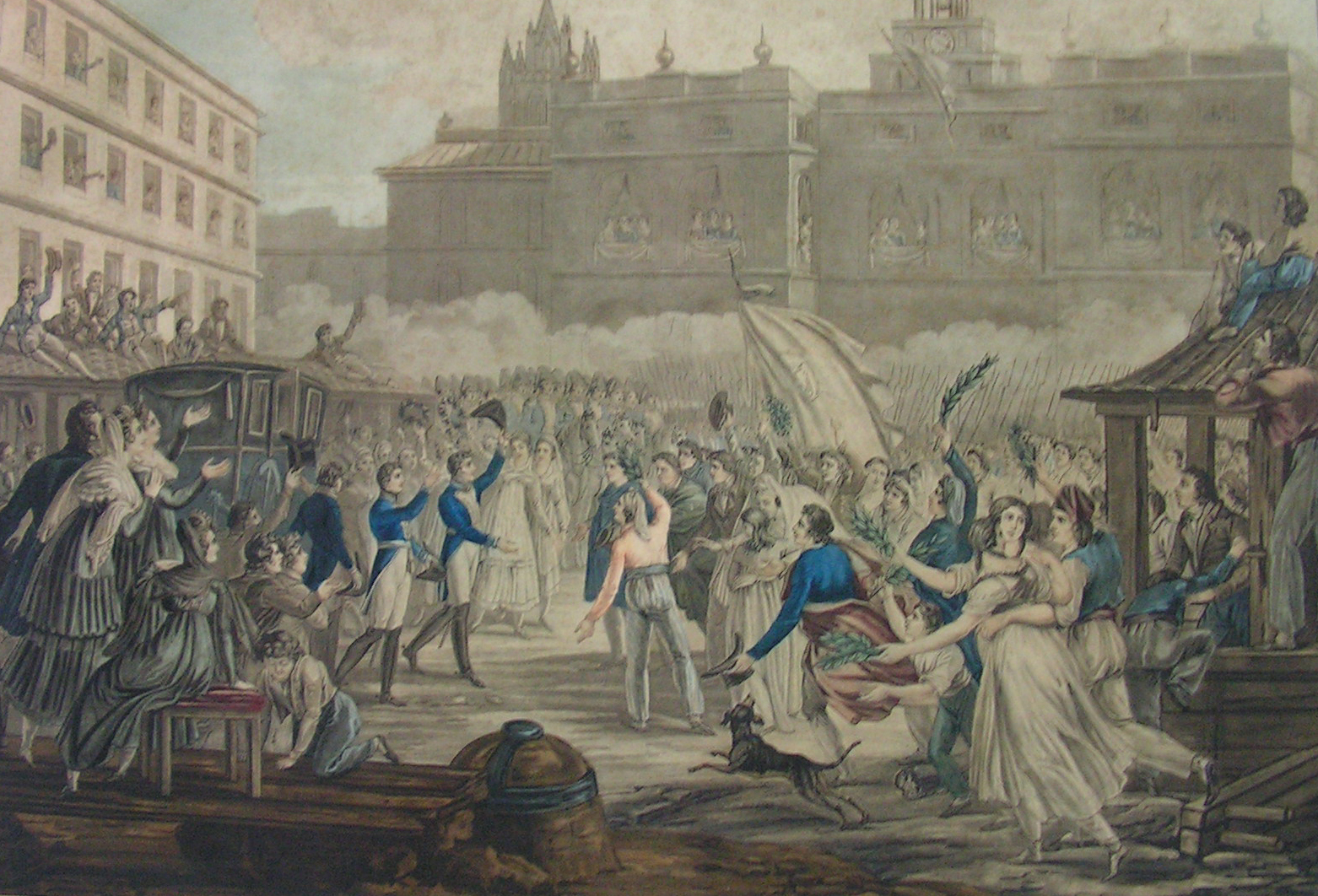
La invasión francesa de los Cien Mil Hijos de San Luis, que fueron recibidos por el pueblo español como libertadores al grito de «¡Viva el rey absoluto!» y «¡Viva la Religión y la Inquisición!».

Los enfrentamientos entre carlistas y liberales tuvieron tres episodios destacados en el siglo XIX: las tres guerras carlistas. Estas contiendas civiles tenían como precedentes la guerra de la Convención (1793-1795), la guerra de la Independencia (1808-1814) y la Guerra Realista (1822-1823), en las que se había combatido ya bajo el lema «Dios, Patria y Rey» y se habían ido conformando los dos bandos que se iban a enfrentar.
Durante la guerra realista —la primera contienda civil española del siglo— se había alzado contra el nuevo gobierno constitucionalista el llamado Ejército de la Fe, que, en nombre de Fernando VII, constituyó una regencia en Urgel (Cataluña). Algunos meses después, en abril de 1823, llegaba en ayuda de los realistas españoles el Ejército francés de los Cien Mil Hijos de San Luis, que logró liberar al rey y que, a diferencia de la invasión francesa de 1808, no solo no encontró resistencia en la población, sino que fue recibido con entusiasmo.
Pero el Trienio Liberal, con sus medidas secularizadoras, había sentado las bases del enfrentamiento social en España, que se agudizaría con la segunda restauración de Fernando VII. Aquel periodo inmediatamente anterior a la primera guerra carlista sería conocido por la historiografía oficial como la «Década Ominosa», por la represión que se llevó a cabo contra los conspiradores e insurrectos liberales. Los carlistas, herederos del realismo fernandino, recordarían en años posteriores que los primeros facciosos que se habían rebelado contra el gobierno legítimo habían sido los liberales, y que el golpe de Estado de Riego, que en 1820 dirigió contra Fernando VII un poderoso Ejército destinado a sofocar la rebelión independentista en América, había hecho perder a España la mayor parte de sus colonias. Los liberales, en cambio, presentarían a personajes como Rafael del Riego o José María de Torrijos como héroes nacionales víctimas del «fanatismo absolutista».

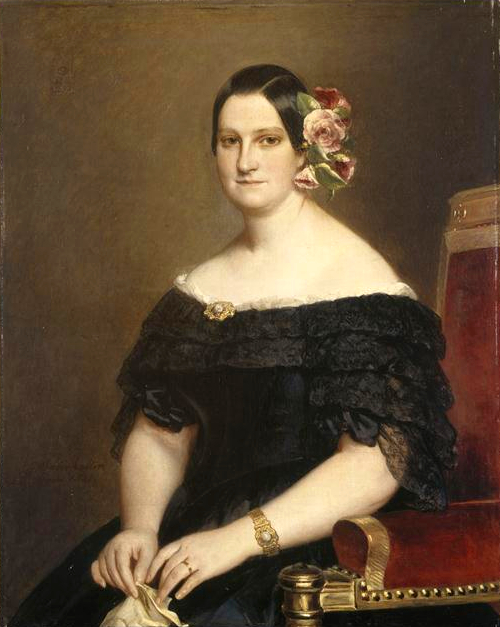
María Cristina de Borbón-Dos Sicilias, esposa de Fernando VII y regente del reino a la muerte de este.

Sin embargo, para los partidarios del Antiguo Régimen, aquella década despótica había supuesto asimismo una serie de concesiones al liberalismo moderado. En 1826 llegó a aparecer un manifiesto firmado por «una Federación de Realistas Puros» que pretendía elevar al trono al infante Don Carlos y derrocar a Fernando VII, si bien varios historiadores contemporáneos consideran probado que se trataba de una falsificación liberal para perjudicar al infante y enemistarlo con su hermano. En cualquier caso, en 1827 se produjo un levantamiento de los llamados apostólicos (ultrarrealistas), la guerra de los malcontents, localizada otra vez en Cataluña. Los insurrectos, que creían nuevamente cautivo a Fernando VII, reclamaban, entre otras medidas, el restablecimiento de la Inquisición, y protestaban contra la impunidad con que las partidas de liberales asesinaban a clérigos y realizaban todo tipo de saqueos, violaciones y crímenes contra aquellos que tachaban de «serviles».
En medio de este clima social, el rey Fernando VII, que preveía un gran problema sucesorio al no disponer de descendencia masculina directa, promulgó en 1830 una Pragmática Sanción, por la que pretendía derogar el Reglamento de sucesión de 1713 aprobado por Felipe V (comúnmente denominado como «Ley Sálica»), que impedía que las mujeres accedieran al trono. A los pocos meses, su cuarta esposa dio a luz a una niña, Isabel, que fue proclamada princesa de Asturias.
Cuando, en otoño de 1832, Fernando VII cayó gravemente enfermo, los seguidores de su hermano, Carlos María Isidro de Borbón, consiguieron que el rey firmara la derogación de la Pragmática (los llamados Sucesos de La Granja), lo que supondría que este heredaría el trono. Pero, recuperado de la enfermedad, Fernando VII tuvo tiempo de restablecer la validez de la Pragmática Sanción antes de su muerte el 29 de septiembre de 1833. A pesar de ello, los partidarios del Infante Carlos María Isidro consideraron que este decreto se había sancionado de forma despótica e ilegal al no haber sido convocadas las Cortes tradicionales y que, por tanto, la legislación sálica seguía en vigor.

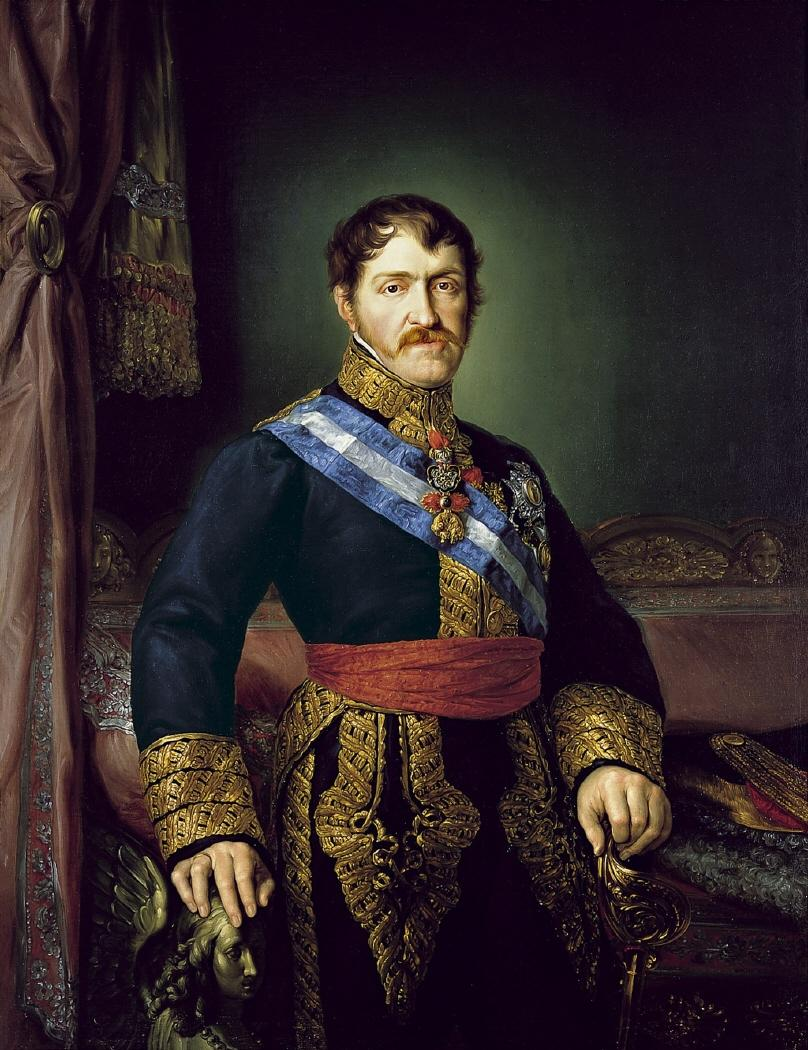
El Infante Carlos María Isidro de Borbón, Carlos V según sus partidarios.

Por otra parte, según una confidencia que escribiría María Cristina de Borbón a su hija Isabel diez años después, habría sido la infanta Carlota, liberal convencida y enemiga de Carlos María Isidro, quien presionó a Fernando VII en su lecho de muerte para que firmase la anulación del decreto derogatorio, ante la falta de interés del rey agonizante y la indecisión de su esposa.
Como Isabel solo contaba en ese momento con tres años de edad, María Cristina asumió la regencia y llegó a un acuerdo con los liberales moderados para preservar el trono de su hija frente al alzamiento de los partidarios de Don Carlos. Estos se denominaron carlistas, y eran favorables a la monarquía tradicional española. Sus enemigos les tildaban de absolutistas porque procedían del realismo fernandino. Entre los partidarios de Don Carlos se encontraba la mayor parte del pueblo, especialmente campesinos y artesanos, sobre todo del mundo rural, que recelaban de las reformas y de las ideas ilustradas o «masónicas», pero también un quinto de la nobleza española y buena parte del estamento eclesiástico, especialmente el bajo clero y el clero regular, además de algunos obispos. Los partidarios de los derechos de Isabel fueron conocidos como isabelinos o cristinos (por la regente María Cristina). El gobierno apoyado por los liberales encontró defensores en la población urbana, la burguesía y buena parte de la nobleza.
Según Alfonso Bullón de Mendoza, desde octubre de 1832 se había establecido una auténtica dictadura policiaco-militar en España, que desarticuló la mayor parte de las tramas que habían organizado los seguidores de Don Carlos para actuar tan pronto como muriese Fernando VII. Esta intensa represión permitiría el dominio cristino en la mayor parte del país.

## Las guerras carlistas

### Primera guerra carlista (1833-1840)

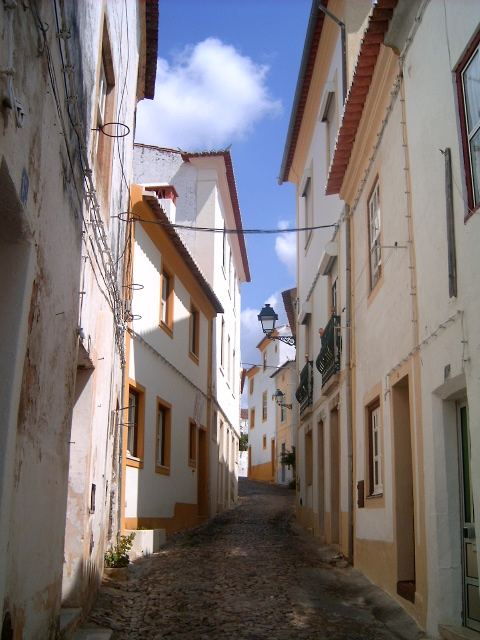
Vista de una calle de Abrantes, ciudad portuguesa en la que Don Carlos firmó un manifiesto reclamando sus derechos al trono de España.

Fernando VII murió en septiembre de 1833 y el infante Carlos María Isidro de Borbón, desde Portugal, tomó la voz y dictado de monarca y se dirigió como tal a los secretarios del despacho, así como a los primeros tribunales, magistrados y corporaciones del reino. Como al mismo tiempo rechazó todas las mediaciones y todas las ofertas, se decretó su exclusión y la de toda su línea del derecho a suceder en el trono. De este modo estallaba la guerra civil —conocida mucho después como primera guerra carlista—, que sería la más reñida y sangrienta del siglo XIX.
En Portugal se unieron a Don Carlos la princesa de Beira, el general Cabañas, el brigadier Abreu y muchos otros españoles; y allí comenzó a organizarse alguna fuerza a las órdenes de Moreno y de Maroto.
La guerra se inició tras el Manifiesto de Abrantes, publicado por Don Carlos el 1 de octubre, nada más morir su hermano Fernando, en el que declaraba su ascensión al trono como rey. Diferentes puntos de la Península dieron el grito de insurrección a consecuencia de este documento, pero las tropas de la reina sofocaron estos levantamientos y el general Lorenzo obtuvo varias victorias contra las filas carlistas.
Tras la proclamación de Isabel II como reina, el 25 de octubre de 1833, se publicó un decreto de desarme general de los realistas, y esto aumentó las filas carlistas, a pesar de las derrotas que experimentaban. En función de sus ideas y principios, los españoles de la época estaban claramente divididos en dos bandos: el uno absolutista y el otro liberal. Francia, el Reino Unido y Portugal, apoyarían la causa de la reina, pero las potencias del norte —Rusia, Austria y Prusia— no quisieron reconocer al gobierno.

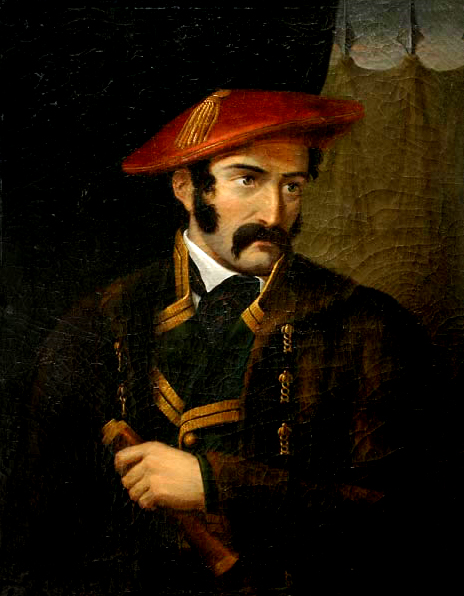
Tomás de Zumalacárregui (1788-1835): su muerte supondría un importante revés para los carlistas.

El general Rodil, comandante de la línea fronteriza, y ya avezado a este género de operaciones militares, como que las había practicado en tiempo del rey difunto, recibió del Gobierno el encargo de apoderarse a toda costa de don Carlos. Entonces se dijo que había alimentado algunas confidencias dirigidas a lograrlo, creyeron otros que apeló con el mismo objeto a diferentes medios en los cuales enlazaba la astucia con la fuerza; y no faltó quien asegurase que su antiguo reconocimiento por los individuos de la familia real fue causa de que no aprehendiese entonces a Don Carlos como podía haber hecho. Rodil, en combinación con las fuerzas del emperador Pedro, invadió Portugal; y el resultado de aquel paso fue que Don Carlos se acogió a bordo del buque de guerra inglés Donegal y se refugió en Londres.
La guerra empezaba mal para las armas carlistas, con la captura y fusilamiento del general Santos Ladrón de Cegama en Pamplona y del barón de Hervés en Teruel. Sin embargo, en las Provincias Vascongadas y Navarra, gracias a sus privilegios forales, los carlistas lograron hacerse fuertes. Pronto controlaron el medio rural, aunque ciudades como Bilbao, San Sebastián, Vitoria y Pamplona permanecieron fieles a la regente María Cristina. La vacilación del gobierno y el gran apoyo popular permitieron a los carlistas organizar la guerra con el método de guerrillas, hasta que el general Zumalacárregui logró organizar un auténtico ejército en territorio vasco-navarro, y el general Cabrera unificó las partidas aragonesas y catalanas.
En 15 de febrero de 1834, se expidió el decreto que prescribía la formación de una milicia urbana, cuya creación se limitaba a donde se contasen más de 700 vecinos, pues como el estado de la guerra civil se presentaba cada día menos lisonjero a los ojos de los españoles, se hacía indispensable la extracción de tropas del ejército para combatir a los carlistas, y la milicia urbana resultó un auxilio muy poderoso para el Gobierno en las capitales del reino.

El frente en su momento álgido.

El general gubernamental Valdés, encargado entonces del mando de las tropas de las provincias del Norte, con el objeto de exterminar la facción, empleó medios bastante rigurosos, que resultaron contraproducentes.
En un principio las partidas carlistas eran más benignas con los prisioneros: se contentaban con desarmarlos y dejarlos en plena libertad para volver a sus cuerpos. Sin embargo, los cristinos, que consideraban a los carlistas como bandidos y malhechores, y escudados con la legislación existente, pasaban por las armas a cuantos enemigos apresaban y no daban cuartel ni a los que se les rendían sin oponer resistencia. El general Quesada, que sucedió a Valdés en febrero, encrudeció aun más la enemistad con disposiciones muy severas, y Zumalacárregui, pensando contener tanto furor y hacer valer para los suyos las leyes de la guerra, empezó a usar también de represalias. Desde aquel momento, todo el que era hecho prisionero o caía herido en el campo de batalla, independientemente de su grado militar, era arcabuceado. Queriendo ir aun más allá, Quesada apresó a los padres, hermanos, mujeres, hijos y parientes de los carlistas en armas, y amenazó con sacrificar uno de ellos por cada uno de los oficiales o soldados prisioneros que fuesen fusilados en el campo contrario.
El 10 de abril de 1834 se firmó en Aranjuez el Estatuto Real, que no satisfizo a muchos y generó numerosas quejas. El 22 de este mes quedó también terminado el pacto que se llamó tratado de la Cuádruple Alianza, cuyo convenio alentó a los liberales, que con la protección de las naciones extranjeras creyeron ver finalizada la sangrienta lucha española.
Poco tiempo permaneció Don Carlos en Inglaterra: merced a los manejos de Louis Xavier Auguet de Saint-Sylvain, conocido después por el título de barón de los Valles, y a la permisividad del gobierno de Gran Bretaña (pese a estar aliado con el gobierno español) logró fugarse disfrazado, atravesar Francia y entrar en las Provincias Vascongadas la noche del 8 de julio de 1834. Poco después entró en Elizondo, donde Zumalacárregui, enterado ya de su llegada, le aguardaba con lo más escogido de sus escasas fuerzas; porque entonces comenzaba a dar consistencia y organización a aquellas partidas carlistas que más adelante habían de formar un numeroso ejército.
Por entonces España padecía una epidemia de cólera, que llegó a Madrid. Se hizo creer al pueblo que los estragos de mortandad que ocurrían eran efecto de un veneno activo que habían arrojado a las fuentes los frailes, que eran conocidos por sus ideas absolutistas, lo que desencadenó la matanza de frailes del 17 de julio de 1834.
El día 24 del mismo mes se verificó la reunión de cortes generales del reino, cuya apertura se celebró en medio de un suntuoso ceremonial. Rodil, Córdova y Mina fueron quienes sucesivamente tomaron el mando de las tropas de las provincias; pero los resultados nunca fueron enteramente favorables a la causa de los liberales, a pesar de los diferentes generales que se nombraban.
Con el objeto de evitar los terribles actos de inhumanidad con que ambos partidos beligerantes se distinguían en las provincias del Norte con respecto a las represalias, se procedió a un tratado llamado de Eliot, el cual quedó terminado en 27 de abril de 1835 y que concluyó con la subida al ministerio de Mendizábal y varias victorias obtenidas por las tropas isabelinas.
Deseosa la corte de Don Carlos de comprobar el apoyo popular con que contaban, concibió el proyecto de mandar una expedición que recorriese todos aquellos puntos distantes del teatro de su dominio; pero este pensamiento, puesto en práctica, tuvo para los carlistas muy mal resultado.

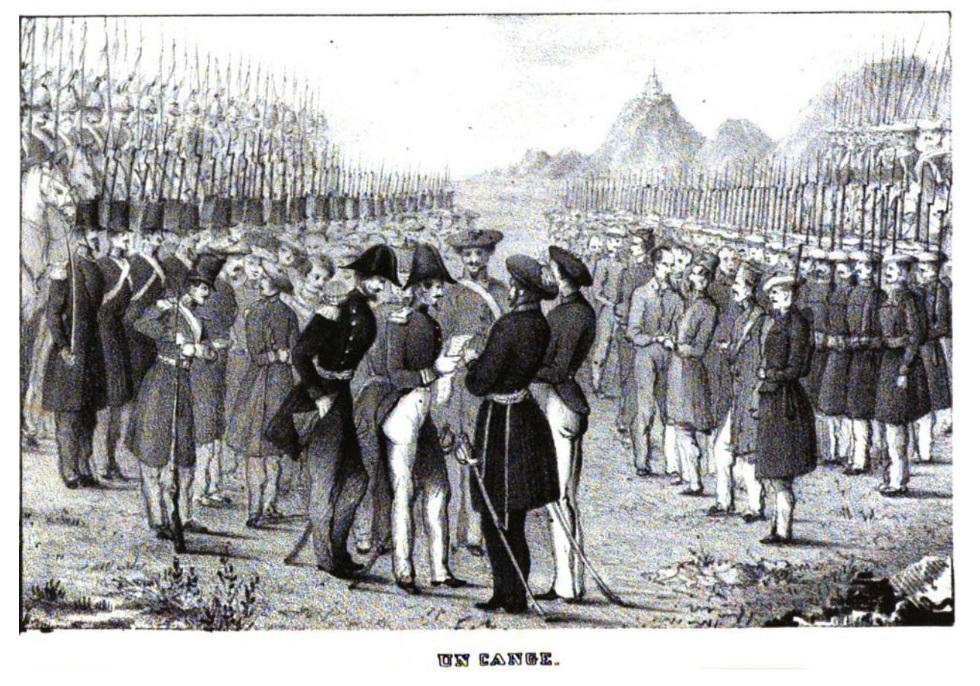
Un canje de prisioneros entre ambos ejércitos, ya avanzada la guerra.

En 1836 los liberales fusilaron a la madre de Cabrera, lo que supuso un suceso trascendental para que su hijo desplegase contra las tropas de la reina una gran crueldad. La lucha entre ambos bandos era cada día más encarnizada, lo que hizo que el descontento popular fuese en aumento y en Valencia, Málaga y otros puntos los liberales más exaltados se alzaron contra el gobierno repetidas veces. Numerosos grupos recorrían las calles de Madrid dando vivas a la Constitución, cuyo código querían restablecer y, tras el motín de La Granja de San Ildefonso, el general Quesada fue asesinado por la plebe y se proclamó el texto constitucional de 1812.
Entre tanto, la expedición del general carlista Gómez Damas invadió varias regiones de España y llegó hasta Galicia, Andalucía y Extremadura. Durante esta expedición, Gómez conquistó un gran número de capitales de provincia y ciudades importantes, pero no logró retenerlas para el bando carlista. En diciembre de 1836 el general Espartero consiguió romper el sitio de Bilbao tras la batalla de Luchana, lo que supuso un importante triunfo para las armas liberales y amilanó al partido carlista, que desde entonces comenzó a decaer visiblemente.

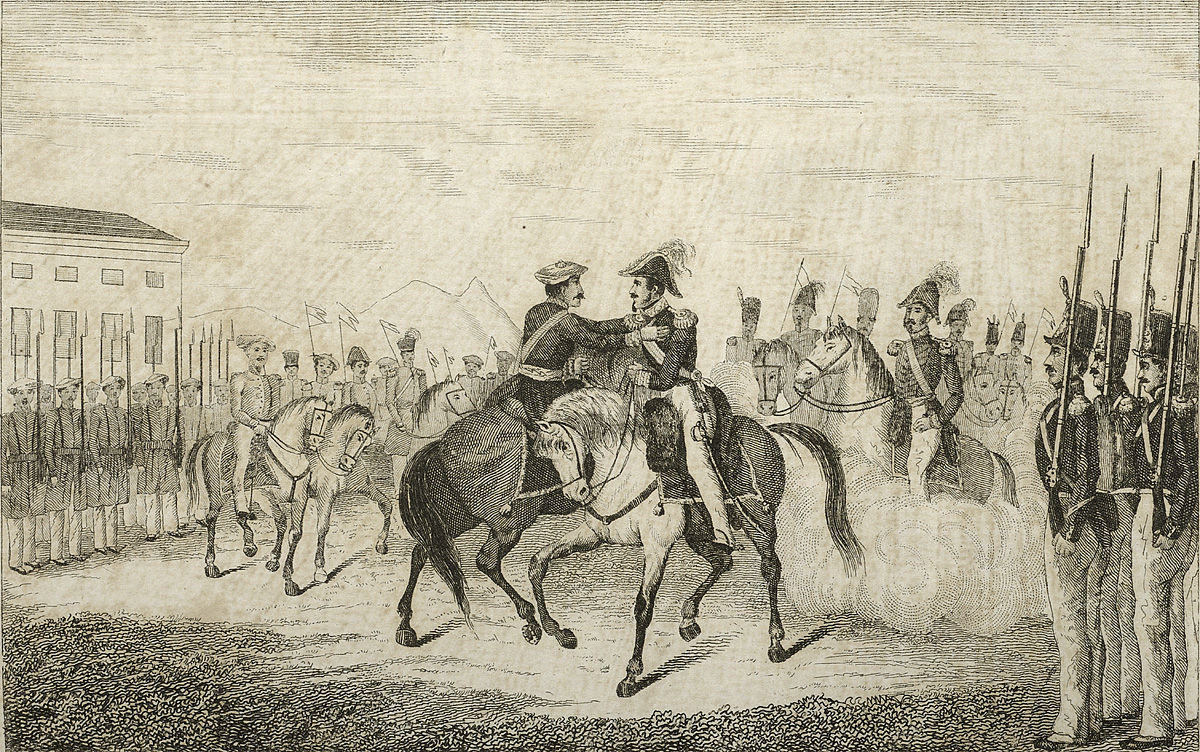
El abrazo de Vergara entre Maroto y Espartero.

Don Carlos, a pesar de sus anteriores descalabros, se encaminó con su ejército hacia la capital de España en la llamada Expedición Real; pero el pueblo de Madrid y su Milicia Nacional entusiasmada con la presencia de la misma reina gobernadora, tomó entonces una actitud imponente para la defensa. Espartero acudió con su ejército y los partidarios del pretendiente tuvieron que desistir de su empeño, pese a haber dirigido las guerrillas de su ejército de vanguardia hacia la capital. Con todo, los triunfos obtenidos por las armas de la reina no impidieron que al finalizar el año 1837, las huestes de Don Carlos siguiesen recorriendo impunemente las provincias de Valencia, Aragón y Cataluña. Pero los fracasos del pretendiente se repetían con frecuencia, lo que acabaría generando la desunión y la mala fe en sus filas.
Durante el transcurso de la guerra, asesoraron a Don Carlos Zumalacárregui, Eguía, Maroto, el infante Sebastián Gabriel, el obispo de León, Erro, Tejeiro, el padre Cirilo y muchos otros.
El último periodo del conflicto estuvo marcado por la iniciativa del ejército liberal al mando de Espartero. La indecisión del pretendiente y la duración de la guerra, que se hacía interminable, introdujo la división entre sus partidarios y se suscitaron intrigas y ambiciones entre los mismos. Tras el fracaso de la Expedición Real, el pretendiente publicó un manifiesto en Arciniega el 29 de octubre de 1837, que mostraba por primera vez la desunión reinante en el campo carlista, y, asesorado por su ministro José Arias Teijeiro, llevó a cabo una reorganización de sus fuerzas y nombró jefe de Estado Mayor al general Guergué. Según Mellado, los carlistas estaban por entonces divididos entre «apostólicos» y «moderados». Los primeros (con los que simpatizaba el propio Don Carlos), estaban encabezados por el citado Teijeiro y el obispo de León, Joaquín Abarca.

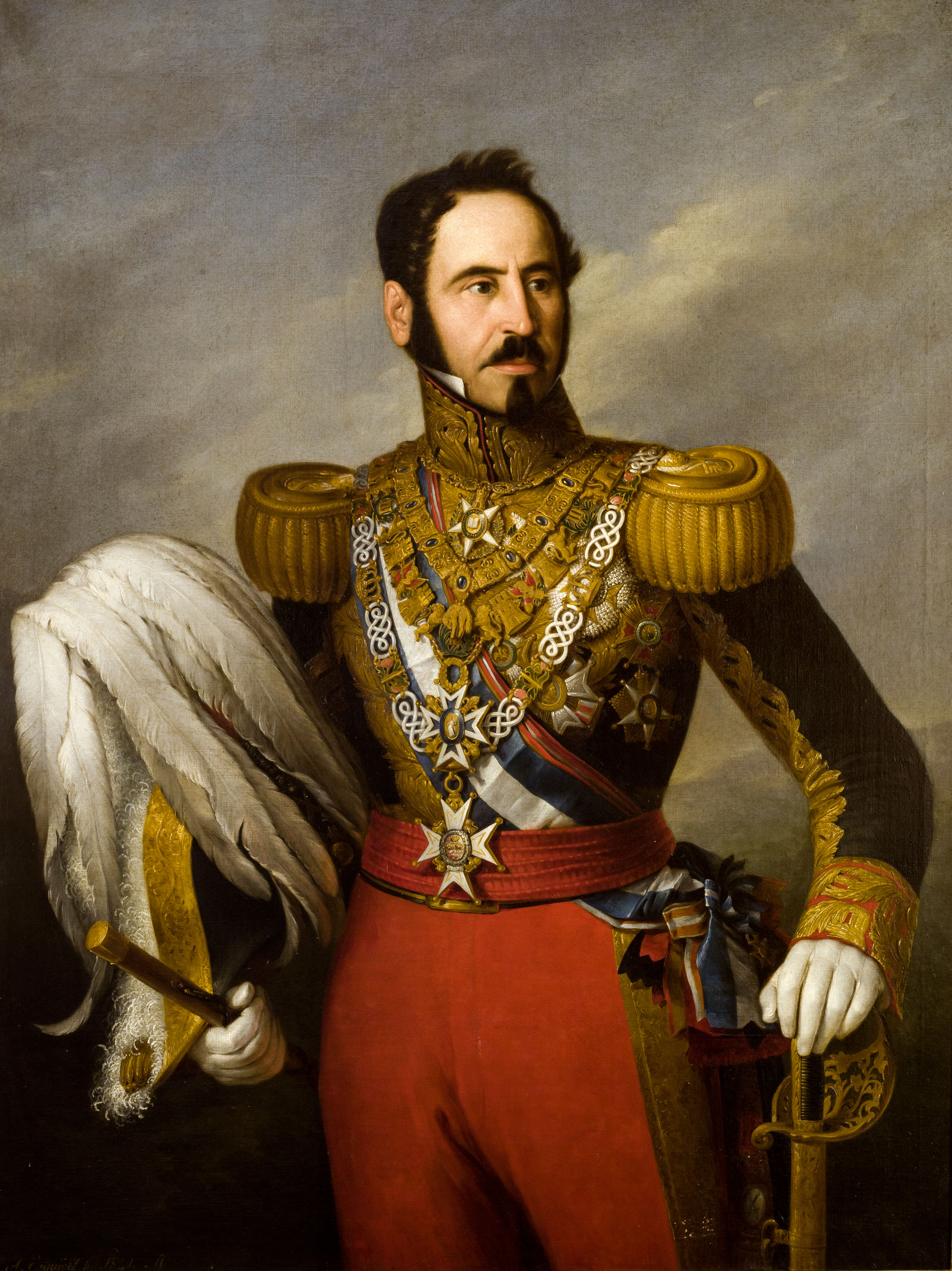
El general Baldomero Espartero, titulado duque de la Victoria por haber derrotado a los carlistas en la primera guerra civil.

Se atribuyó a los apostólicos (también conocidos como «brutos») los asesinatos del brigadier Cabañas y del conde de España, así como el fusilamiento sin formación de causa del teniente coronel Urra. Pero el enfrentamiento interno llegó a su punto culminante en febrero de 1839, cuando el general Maroto, que había sucedido a Guergué tras la derrota de Peñacerrada y pertenecía a la facción moderada, mandó fusilar en Estella, sin formación de causa, a los generales Guergué, García, Sanz, al brigadier Carmona y al intendente Uriz, lo que provocó las iras de Don Carlos, que lo declaró traidor.
En abril las tropas de la reina, mandadas por Espartero, iniciaron sus operaciones contra la localidad cántabra de Ramales, ocupada por los carlistas, y se apoderaron de su fuerte después de algunas semanas de asedio. Espartero, que iba de victoria en victoria, tomó después Guardamino.
Resuelto a poner fin a la guerra, en agosto Maroto firmó con el general Espartero el célebre convenio de Vergara que sellaba la paz en España. En este documento se acordó mantener los fueros en las Provincias Vascongadas y Navarra e integrar a la oficialidad carlista en el ejército liberal. Los carlistas que permanecieron leales al pretendiente considerarían el convenio la razón de su derrota militar.
Al morir María Francisca, esposa de Don Carlos, este se casó en segundas nupcias el 2 de febrero de 1838 con la hija de Juan VI de Portugal, la princesa de Beira. Este matrimonio, contraído en Salzburgo y ratificado después en Azcoitia y en el palacio del Duque de Granada, se hizo público más adelante e inspiró a los carlistas esperanzas todavía de triunfo, pues creían que la princesa traería al pretendiente poderosos auxilios de los soberanos del norte de Europa. Pero las ilusiones quedaron bien pronto desvanecidas y la misma princesa, cuando se publicó el convenio, fue acusada de traidora por los carlistas sublevados en Vera, capitaneados por el cura Echevarría, y amenazada de muerte, riesgo del cual se libró por un gran arranque de valor personal.

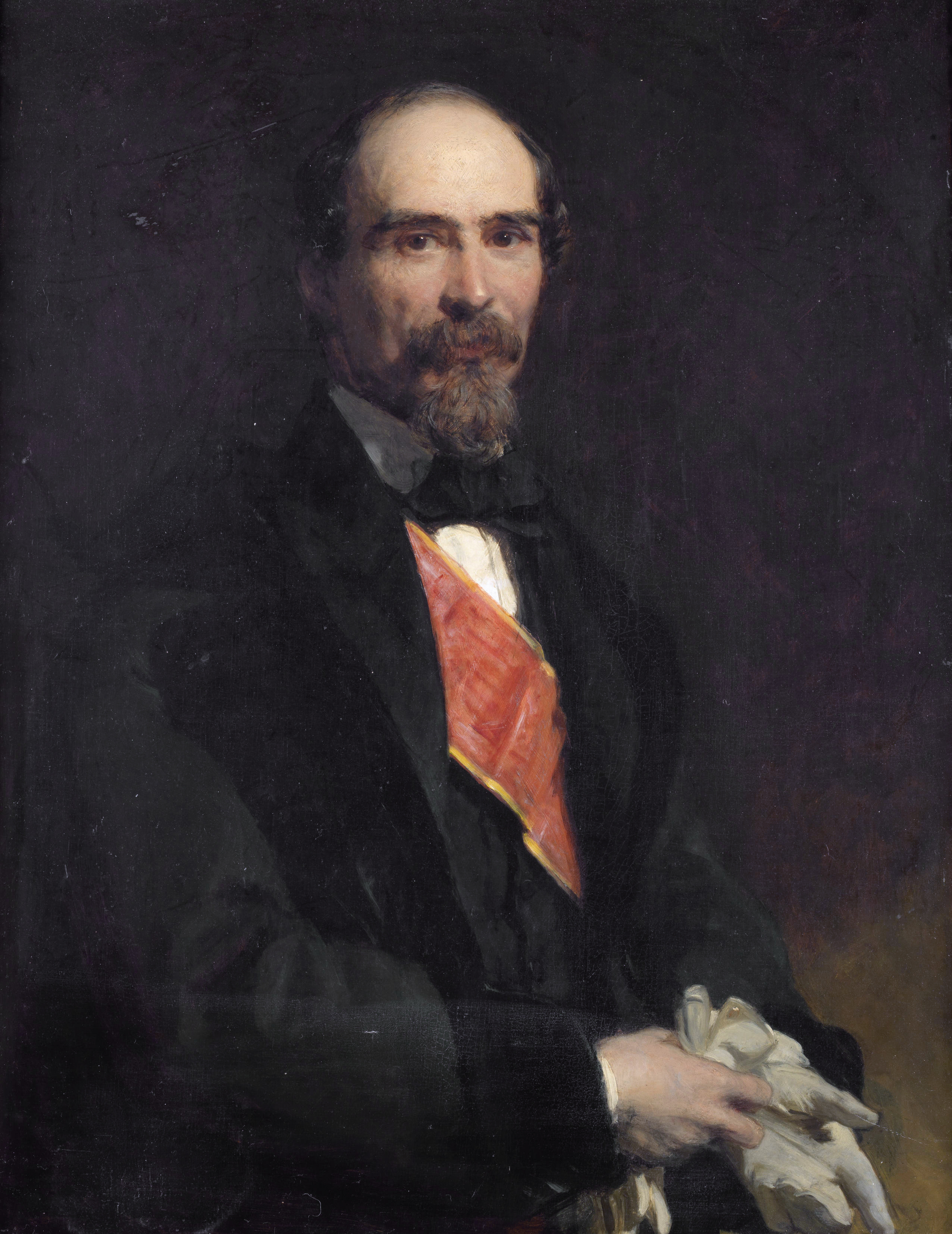
Retrato de Ramón Cabrera, titulado conde de Morella por los carlistas.

Don Carlos, después de seguir varios y muy diferentes pareceres de los que le rodeaban, sin decidirse enteramente por ninguno, se retiró hacia Elizondo y entró en Francia por Urdax con las fuerzas que le acompañaban y otro verdadero ejército de empleados que seguían su suerte. Se dijo que al poner el pie en el territorio francés, sereno y conforme como era costumbre en él, manifestó que estaba satisfecho de haber cumplido sus deberes como rey. El gobierno francés mandó alojar al pretendiente con la vigilancia indispensable, primero en Ezpeleta y después en Bourges, brindándole con socorros que desdeñó; no así los que le facilitaron los soberanos de Austria, Prusia y Cerdeña, ni tampoco los que periódicamente y desde España le prodigaron sus más fieles adictos. Una multitud de carlistas se negaron a aceptar el convenio de Vergara y fueron pasando a Francia en condiciones penosas y miserables, pues preferían la emigración a la deshonra.
Las partidas de irredentos dirigidos por Cabrera continuaron la guerra en el Maestrazgo, desde donde dominaban casi la totalidad de las provincias de Teruel y Castellón y buena parte de las demás provincias adyacentes. Para humanizar la guerra, en abril de 1839 Cabrera había firmado con Van Halen el convenio de Segura y después se había dedicado a fortificar sus posiciones. A fines de 1839 Cabrera se puso gravemente enfermo, pero su subordinado Arnau y otros siguieron realizando incursiones en las provincias de Cuenca y Albacete.
Con unas fuerzas veinte veces superiores, Espartero, junto con Zurbano y otros generales isabelinos, inició un plan de ataque con el que capturó Segura, Castellote (tras una feroz resistencia) y otras plazas. Estrechaba así cada vez más el cerco a los carlistas, hasta que en mayo de 1840 logró finalmente tomar Morella, lo que obligó a Cabrera y los suyos a pasar a Berga y desde allí a Francia. Espartero entró triunfante en Barcelona, donde fue recibido con júbilo.

### Bandolerismo carlista
Finalizada la guerra civil, hubo casos de excombatientes carlistas que, a pesar de haberse acogido al indulto del gobierno, fueron víctimas de acusaciones, persecuciones y encarcelamientos, lo que obligó a algunos de ellos a volver a «echarse al monte». Fueron los conocidos como «trabucaires» en Cataluña y «latrofacciosos» en el resto de España (particularmente en La Mancha). Sin embargo, no todos los que recibieron estos apelativos eran carlistas, sino que muchas veces se trataba de simples bandoleros que la literatura oficial confundía con los partidarios del pretendiente para desprestigiar el carlismo.
Durante la regencia de Espartero algunos cabecillas emigrados en Francia, como Planademunt o Felip, entraron nuevamente en Cataluña y, al frente de algunos hombres, realizaron secuestros de hacendados y acciones espectaculares contra los milicianos nacionales y los Mozos de Escuadra. Asimismo, en 1842 José Miralles, alias «el Serrador», y Tomás Peñarroya, alias «el Groc», entre otros, levantaron nuevas partidas en el Maestrazgo y lograron mantenerse durante dos años, hasta que el 26 de mayo de 1844 las tropas del gobierno lograron dar muerte al Serrador cerca de Benasal y, en junio del mismo año, el Groc fue asesinado a traición en una masía.

### Segunda guerra carlista (1846-1849)

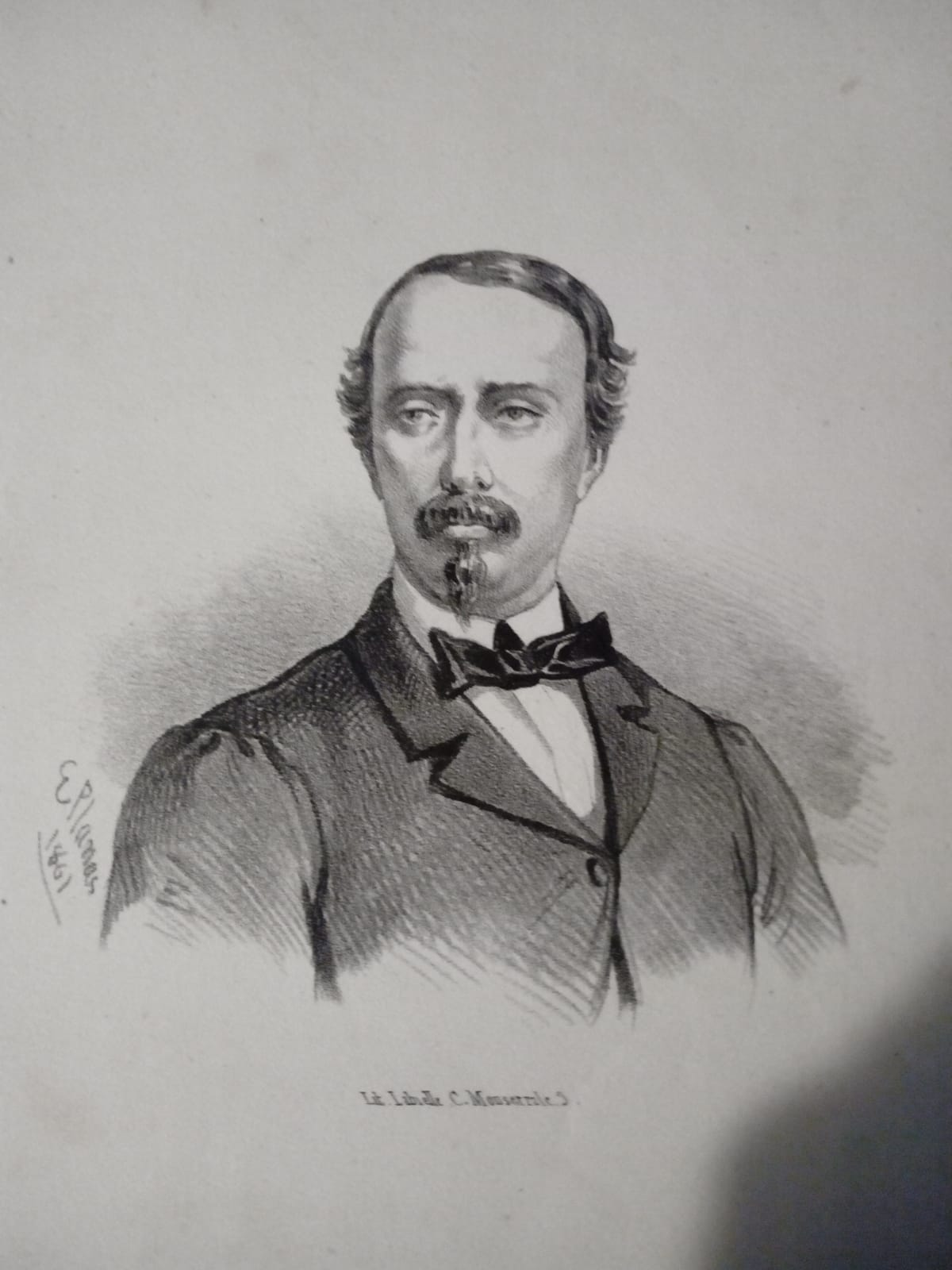
Carlos Luis de Borbón y Braganza, conde de Montemolín (Carlos VI).

Ya en la década moderada, el carlismo había quedado desacreditado por la derrota en la primera guerra, había sido abandonado por muchos de sus famosos defensores tras el convenio de Vergara y era juzgado por muchos como incompatible con la civilización de la época. A fin de mantener viva la causa carlista, en octubre de 1844 el representante de Carlos María Isidro, Antonio de Arjona, fundó en Madrid el diario La Esperanza. El 18 de mayo del año siguiente, Don Carlos abdicó en su hijo primogénito, Carlos Luis de Borbón y Braganza, con la intención de que este procurase contraer matrimonio con su prima Isabel II y resolviese así el pleito dinástico.
Carlos Luis, titulado conde de Montemolín y conocido como Carlos VI por sus defensores, pensó entonces que era forzoso transigir con las circunstancias de la época, modificar algún tanto sus principios y admitir algunos de los progresos de la revolución liberal. Con este objeto dirigió a los españoles un manifiesto el 23 de mayo de 1845, que fue el acicate a que respondió con entusiasmo todo el partido montemolinista.
Uno de los principales valedores de la idea de casar a Isabel II con el conde de Montemolín era el clérigo catalán Jaime Balmes, quien inspiró un partido monárquico escindido del partido moderado. Pero el proyecto de matrimonio fracasó, entre otras cosas, debido a las exigencias de los carlistas (que no se conformaban con que Carlos Luis fuese el rey consorte), a la escasez de apoyos internacionales del pretendiente (especialmente en la Francia de Luis Felipe de Orleans), a la oposición de Narváez y al hecho de que a Isabel le desagradaba el aspecto físico de su primo, que padecía estrabismo. Finalmente, el 28 de agosto de 1846 se anunció el próximo matrimonio de la reina con otro de sus primos, Francisco de Asís de Borbón, que contaba con el apoyo de Francia.
En Bourges el conde de Montemolín lanzó una nueva proclama el 12 de septiembre, luego pasó a Londres para organizar sus proyectos y desde allí dirigió la segunda guerra carlista (también conocida como guerra de los matiners o montemolinista). Los partidarios de más nombradía en la guerra anterior, incluido Cabrera, se lanzaron a las montañas de Cataluña, donde aprovecharon el rechazo de la población a las quintas, que el gobierno moderado acababa de introducir en Cataluña. Los partidarios de Montemolín organizaron sus partidas y reavivaron la guerra civil. En esta ocasión, los carlistas tomaron también el nombre de montemolinistas. La acción de más importancia de esta nueva campaña fue la sorpresa de Cervera hecha por Benito Tristany en la madrugada del 16 de febrero de 1847.

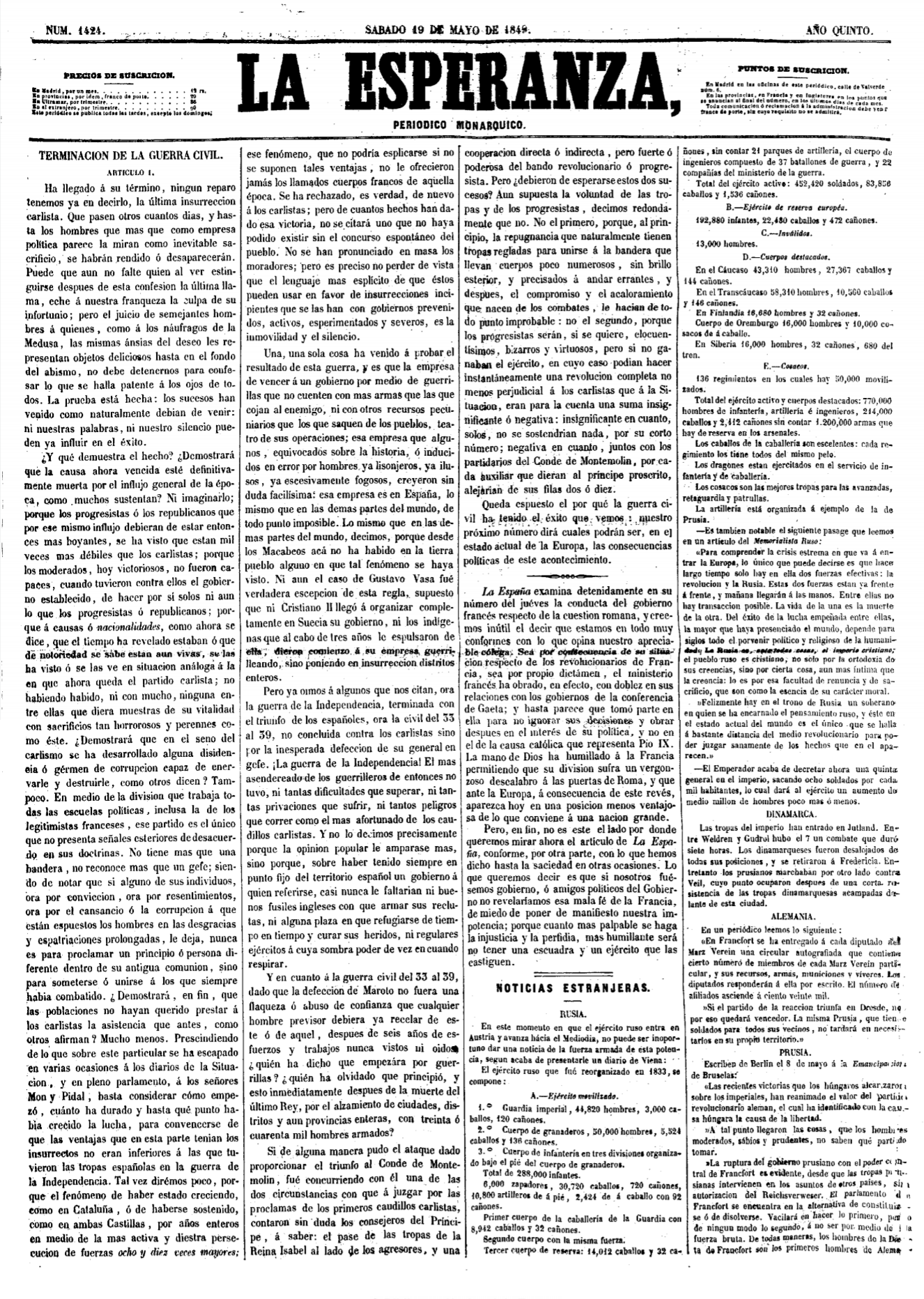
Editorial del diario carlista La Esperanza tras constatarse la derrota de los montemolinistas en 1849.

La movilidad suma de las partidas montemolinistas y el apoyo que hallaban en el país, traían entretenidas sin fruto a numerosas tropas de la reina y frustraban los planes mejor combinados de los capitanes generales de Cataluña. Al general Pavía sucedió Concha, a él otra vez Pavía y a este Córdoba, sin que en todo este tiempo se pudiese adelantar gran cosa sobre los montemolinistas; al contrario, estos derrotaron la columna de Bofill, la del general Paredes y la del brigadier Manzano, a quien hirieron e hicieron prisionero. De resultas de este desastre fue separado el general Córdoba de la capitanía general y nombrado sucesor suyo Manuel de la Concha, marqués del Duero.
El fuego de la insurrección había cundido en otras provincias de España y había partidas en Guipúzcoa, Navarra, Santander, Extremadura y Andalucía, y Cabrera se atrevió a hacer incursiones en el Alto Aragón desde Cataluña. Además, las partidas centralistas o republicanas que por entonces se formaban, favorecían indirectamente a los partidarios de Montemolín, y distraían a las tropas de la reina.
Sin embargo, muchos carlistas habían presenciado con indiferencia los acontecimientos de esta guerra. Para el carlista E. Pablo de Córdoba, la causa de ello era la reforma que en su antiguo lema habían introducido «los nuevos campeones de la legitimidad», los cuales, en los primeros momentos de la guerra, en lugar de dar el grito de «Religión y D. Carlos» como en la pasada campaña, habían incluido en sus proclamas la consigna «Constitución y Carlos VI». Esta estrategia, con la que esperaban ganar aliados entre las tropas isabelinas o entre los liberales progresistas, sería también criticada a posteriori por Pedro de la Hoz.
También en esta ocasión hubo falta de unidad entre los alzados, sobre todo entre los que sostenían que Carlos Luis debía entrar en España y los que manifestaban lo contrario. En opinión de Córdoba, la presencia temprana del conde de Montemolín hubiera podido cambiar el rumbo de la guerra:

Indudable era el peligro que D. Cárlos Luis hubiera corrido en España; pero no lo era ménos que su presencia hubiera producido un levantamiento en algunas provincias, y muy principalmente en toda Cataluña. El disgusto de los pueblos por la cuestión de matrimonio de las infantas, las vejaciones que los Gabinetes moderados hacían sufrir á los habitantes del Principado, muy particularmente donde el estado de sitio llegara á ser el estado normal; las continuas exacciones, los atropellos de que fueran víctimas muchos de los ciudadanos, favorecían á la causa de D. Cárlos, y era de esperar que, aprovechando la ocasión que se les ofrecía para derrocar aquella situación, hubieran abrazado la bandera de la legitimidad.

La guerra se prolongó hasta el 26 y 27 de enero de 1849 en que ocurrió la acción del Pastoral, en la que fue derrotado y herido Cabrera; este golpe ya hizo declinar la guerra, que sufrió un golpe mortal con la prisión del conde de Montemolín, que se produjo cuando este entró finalmente en España el 4 de abril. Y aunque el conde recobró luego su libertad, y pese a que Cabrera volvió a campaña, los pueblos abandonaban ya a su suerte a los montemolinistas, a estos no les venían ya auxilios del extranjero, porque eran escasas las probabilidades de la victoria, la guerra no se podía hacer por falta de recursos materiales, y la insurrección montemolinista sucumbió por fin, como anunció el general Concha al pueblo español en su proclama de 19 de mayo del mismo año.

### Alzamiento carlista de 1855

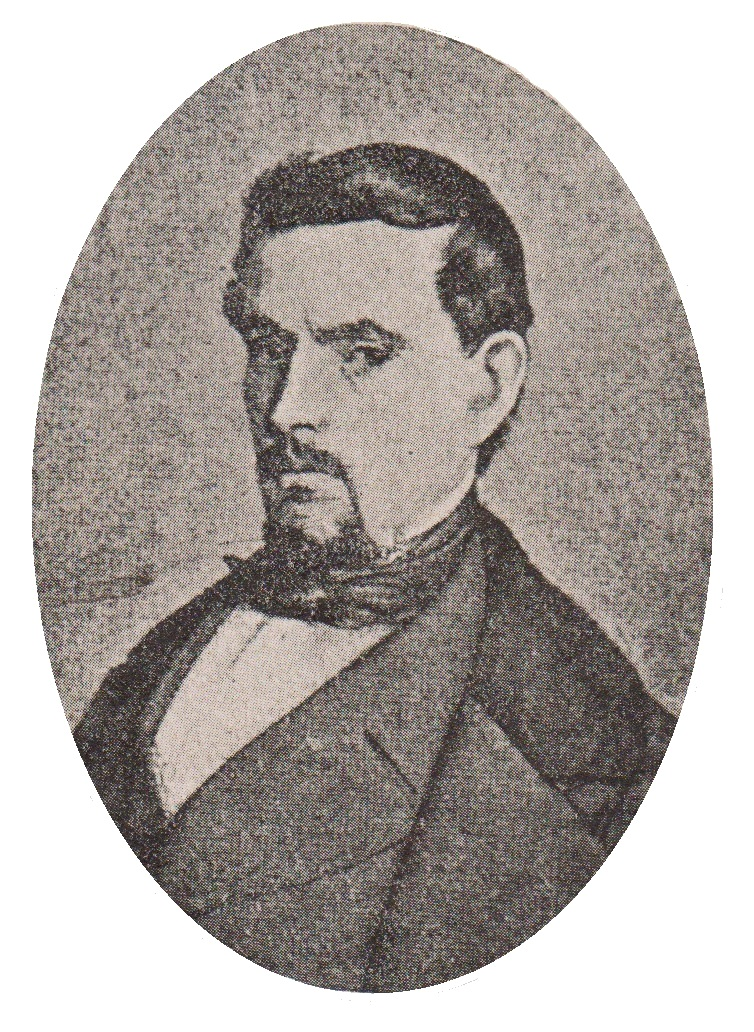
Marcelino Gonfaus, alias «Marsal».

La revolución de 1854 y su orientación anticlerical hizo reaccionar nuevamente a los carlistas, sobre todo por la intención que tenían los progresistas de reformar la Constitución para proclamar la libertad de cultos. Contra ello los defensores de la unidad católica dirigieron exposiciones a las Cortes, levantaron su voz en la tribuna y en la prensa y, al cundir entre los pueblos la noticia de la pretendida reforma, hubo quienes quisieron recurrir al levantamiento en armas.
En la misma Corte, el temor a la Vicalvarada y al subsiguiente Bienio Progresista del gabinete Espartero-O'Donnell, la llevó a intentar nuevas negociaciones para la reconciliación de las dos ramas de la familia real, a fin de oponerse juntos a los revolucionarios, enemigo común de ambas ramas de la dinastía. Pero el proyecto no llegó a materializarse y los carlistas acabaron planeando en solitario la insurrección.
El nuevo levantamiento empezaría de manera descoordinada y antes de tiempo debido a la impaciencia de algunos cabecillas carlistas. En marzo y abril de 1855 se levantaron en Castilla la Vieja algunas partidas que aclamaron a Carlos VI, como la de los Menoyos y la de los Hierros, así como la mandada por Ángel Casimiro Villalaín, si bien su actuación fue en un primer momento escasa.
Hombres notables del partido legitimista estaban reunidos en Zaragoza para organizar la insurrección a nivel nacional. Pero a mediados de 1855 el gobierno tuvo conocimiento de la conspiración. El capitán Cipriano de los Corrales, seguido de 70 jinetes del regimiento de Bailén y de algunos paisanos, salió entonces de Zaragoza el 22 de mayo y dio el grito de ¡Viva Carlos VI!, cortando el hilo telegráfico que comunicaba a la capital de Aragón con Madrid. Esto dio lugar a que se alzaran más facciones en Aragón, que fueron perseguidas por la tropa y la Milicia Nacional.
Sin embargo, como en la segunda guerra carlista, donde tuvo más importancia fue en Cataluña, en la que entraron desde Francia Marsal, Borges, Rafael Tristany, Estartús y otros emigrados. Se levantaron partidas numerosas, como las de Boquica, Comas y Juvany. Marsal fue investido del cargo de comandante general interino y Tristany —a quien acompañaban sus hermanos— del de comandante general de la provincia de Barcelona. El primero, que cayó herido y fue hecho prisionero en Orriols, fue fusilado en Gerona el 8 de noviembre de 1855. Tristany, al frente de unos 200 hombres, logró sostenerse un año, y después emigró de nuevo.

### Desembarco de San Carlos de la Rápita (1860)
Las condiciones de paz de la guerra de África —que no entregaban a España Tánger ni Tetuán a pesar de la victoria— generaron un clima de descontento producido en el Ejército y el pueblo. Carlos Luis y sus partidarios pensaron en aprovechar esta coyuntura, así como el hecho de que las tropas siguiesen aún en África, y realizaron una nueva intentona, que incluía todo un programa de gobierno para dar solución a los problemas de España.
El 1 de abril de 1860 el general Ortega, capitán general de Baleares (que se había hecho recientemente carlista tras conocer las maniobras de la infanta Carlota antes de la muerte de Fernando VII) realizaba el pronunciamiento con el que pretendía proclamar rey a Carlos VI enviando una expedición militar a la península, cerca de la población de San Carlos de la Rápita. Fracasó debido a la negativa de sus propios oficiales a secundarlo. Ortega fue fusilado por un consejo de guerra formado por capitanes, ante las protestas del general, que consideraba que debía ser juzgado por un tribunal civil o bien por un consejo de guerra de generales, según correspondía a su grado.

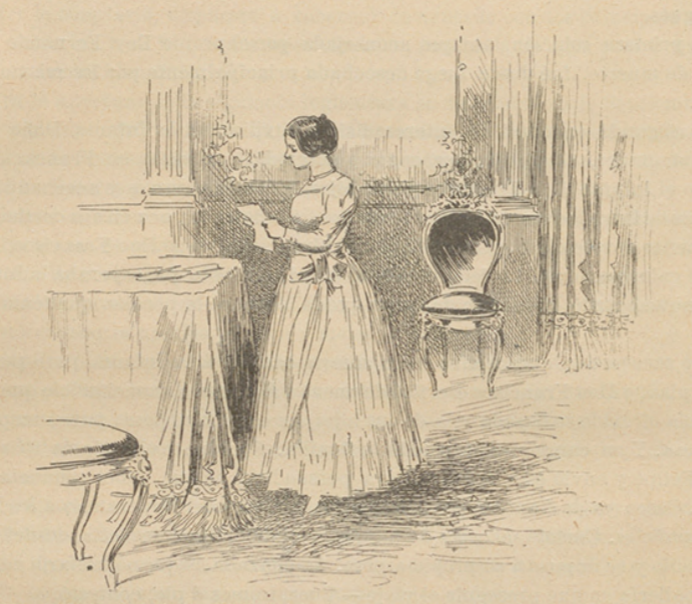
La joven Isabel II lee una reveladora carta de su madre en 1842, en la que la antigua regente le comunicaba desde el exilio que la infanta Carlota había sido la causante del pleito dinástico con su tío Carlos María Isidro (dibujo de 1902). El general Ortega tuvo también conocimiento de estos hechos.

El conde de Montemolín, que desembarcó en España con esta intentona, se vio obligado a huir y se ocultó en Ulldecona, pero el 21 de abril fue detenido junto a su hermano Fernando de Borbón y Braganza y trasladado a Tortosa, donde se le obligó tanto a él como a su hermano a hacer una renuncia de sus derechos al trono. Sin embargo, una vez en libertad y en el extranjero, manifestó que aquella renuncia no había tenido validez.
Según uno de los carlistas implicados en esta intentona, los carlistas nunca creyeron más seguro el triunfo de su causa que en 1860. De acuerdo con este testimonio, tanto Isabel II como su marido Francisco de Asís, que mantenían correspondencia con el primo de ambos, Carlos Luis, habían reconocido privadamente que ocupaban el trono de manera ilegal, por lo que Isabel estaba dispuesta a abdicar en Carlos. Además, no solo el general Ortega, sino también el general Dulce, capitán general de Cataluña, y muchos otros militares, debían secundar el movimiento, aunque finalmente faltaron a su compromiso. Según este testimonio, el general Ortega fue condenado a muerte por quienes antes habían sido sus amigos, «temiendo que las revelaciones que podía hacer marcarían en sus rostros el estigma de la traición y felonía». Antes de ser fusilado, Ortega pidió a su ayudante Francisco Cavero que, en caso de que le sobreviviera, no delatase jamás a los que habían estado implicados.

### Alzamiento carlista de 1869
La revolución de 1868 hizo revivir el carlismo con toda fuerza y energía. Los carlistas afirmarían que en la batalla del puente de Alcolea se había roto la legalidad vigente, y con ella el convenio de Vergara. Destronada Isabel II, numerosos políticos y militares moderados, que habían sido antes leales a la reina y se oponían al nuevo sistema revolucionario, fueron pasando a las filas carlistas. Para ellos, la salvación de España se hallaba en el nuevo y joven pretendiente, Carlos de Borbón y Austria-Este (Carlos VII), en quien su padre, Juan de Borbón y Braganza —rechazado por los carlistas por su pensamiento liberal—, había abdicado sus derechos.
El anticlericalismo imperante creó asimismo un ambiente propicio para que muchos católicos de todas las clases sociales abrazasen la causa católico-monárquica que propugnaba el carlismo. Arturo Masriera describió la situación de la siguiente manera:

El derribo de templos y conventos, los atropellos contra inocentes e indefensas señoras, que, por ser tales y ser a la vez religiosas, no obtuvieron consideración ni respeto de los gobiernos revolucionarios; el ateísmo proclamado desde el templo de las leyes, las iniquidades contra los ministros del Señor y la persecución abierta o solapada, contra todo lo que significaba el espíritu de fe, de tradición y de instituciones patrióticas, bastaron para despertar de su letargo a los carlistas que, desde los primeros días de la Revolución, se dividieron en dos grupos: los piadosamente tímidos que todo lo esperaban de la oración y la Providencia, y los animosamente bravos, que anhelaban lanzarse al campo y, por la fuerza de las armas, redimir a España del yugo revolucionario.

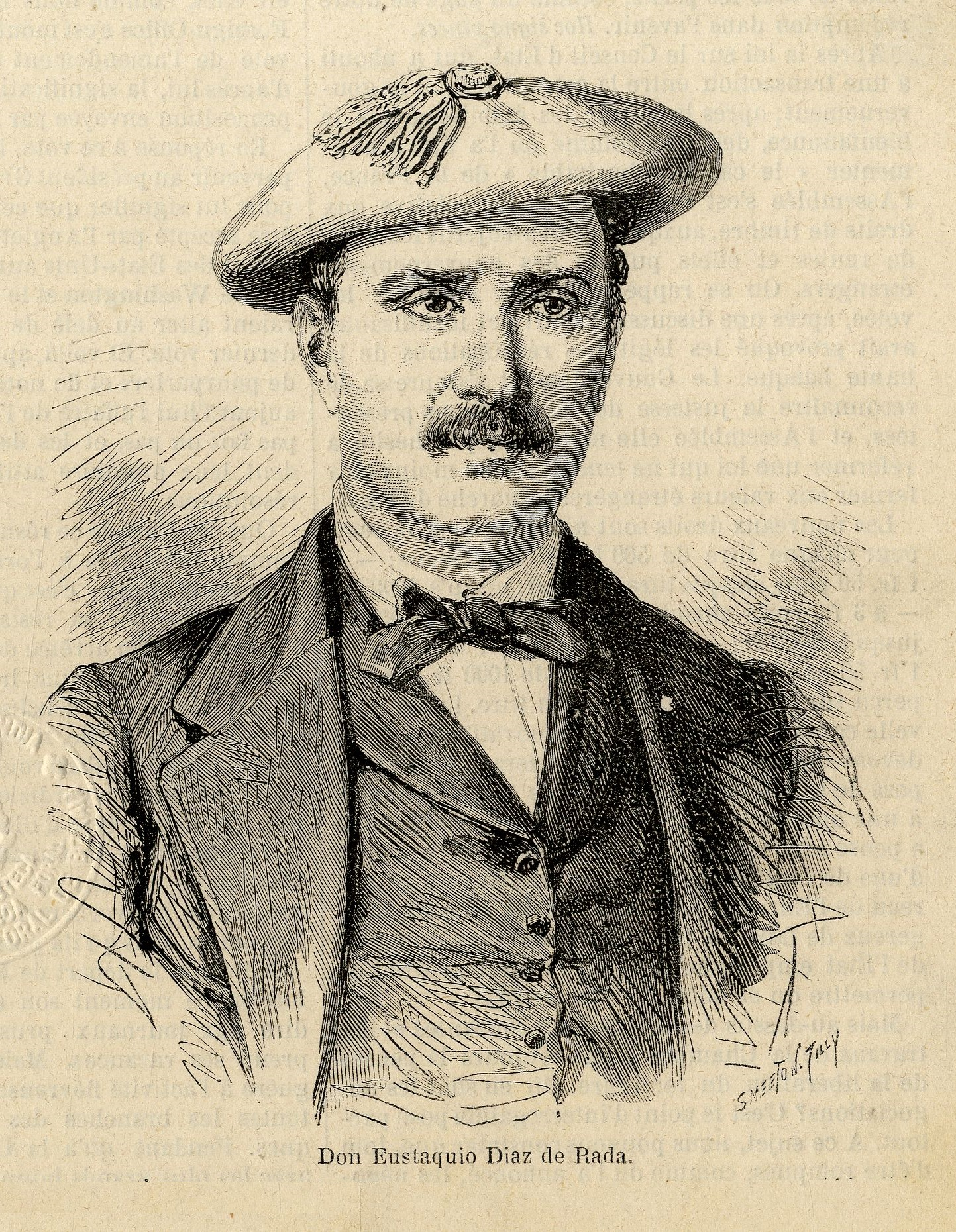
Eustaquio Díaz de Rada.

Como reacción a la inestabilidad política originada por la revolución de septiembre y la cuestión religiosa suscitada con la promulgación de la Constitución española de 1869, que sancionaba la libertad de cultos —en vulneración del Concordato con la Iglesia—, muy pronto los carlistas trataron de llevar a cabo un alzamiento, en el que se iba a reivindicar especialmente la llamada unidad católica, defendida por los diputados carlistas en las Cortes y calificada por Don Carlos como «símbolo de nuestras glorias patrias, espíritu de nuestras leyes, bendito lazo de unión entre todos los españoles» en una carta-manifiesto a su hermano Alfonso que sirvió como exposición doctrinal de su causa.
Resuelto a ceñir la corona y salvar a España, Carlos VII había nombrado general en jefe a Cabrera para ganarse a los demás cabecillas carlistas, que confiaban en su prestigio. Sin embargo, Cabrera, aunque tenía ya trabajos de conspiración avanzados, consideraba que era preciso aguardar aún y centrarse en adquirir fondos, mientras que Don Carlos creía su honor comprometido y estaba dispuesto a entrar en España como fuese. Ofendido por la falta de entusiasmo de Cabrera, dispuso en julio un levantamiento sin contar con él.
Según el plan, debían tomarse rápidamente Figueras y Pamplona (cuyas guarniciones estaban comprometidas); Cataluña se sublevaría y un general del Ejército se pondría al frente de Madrid. Este último se negó a obedecer porque tenía un compromiso previo con Cabrera, y tampoco se logró tomar Figueras ni Pamplona.
No obstante, algunos carlistas, ignorando el fracaso del plan, se levantaron a finales de julio. En la provincia de León destacó la partida del exalcalde de León Pedro Balanzátegui, que fue fusilado por la Guardia Civil, y, en La Mancha, la del general Polo, que fue apresado y desterrado a las Islas Marianas.
Tras haber señalado la mala organización del golpe, debido a la cual los militares que estaban comprometidos con los carlistas no se habían movido, el 7 de agosto Cabrera presentó su dimisión de la jefatura carlista. Don Carlos, indeciso, permaneció algún tiempo cerca de la frontera española, confiando aun en que el movimiento se extendería a Cataluña. Finalmente se trasladó a Ginebra.

### Laescodada(1870)
Tras esta primera intentona por Carlos VII, en agosto de 1870 se produciría una segunda en las Provincias Vascongadas, planeada por Eustaquio Díaz de Rada. La impaciencia de algunos jefes carlistas, que estimaban que era preciso aprovechar la coyuntura de la guerra franco-prusiana y contaban con el compromiso y las adhesiones de muchos oficiales del Ejército (e incluso de la Guardia Civil en alguna provincia de Castilla) les había llevado a planear otro levantamiento, que no obtuvo la autorización de Don Carlos. A pesar de ello, debido a una trampa urdida por el coronel del Ejército José Escoda y Canela, quien fingió haberse aliado a los carlistas con la intención de capturar al pretendiente, se llevó a cabo finalmente una sublevación espontánea. Las partidas alzadas fueron rápidamente reprimidas por el capitán general de las Vascongadas y Navarra Allende-Salazar.

### Conspiración de 1871
Beneficiados por la libertad ideológica del Sexenio Democrático para los partidos antidinásticos y la adhesión de la mayoría de los llamados neocatólicos a Carlos de Borbón y Austria-Este tras la revolución de 1868, el carlismo había revivido como fuerza política y se publicaban numerosos folletos y periódicos carlistas en toda España. Pero las nuevas libertades políticas no habían traído la concordia social, sino todo lo contrario, y la partida de la porra de los progresistas, que veían aquello como una amenaza a la libertad, cometió algunos asesinatos y atentados contra los casinos y las imprentas de los periódicos carlistas que se iban fundando.

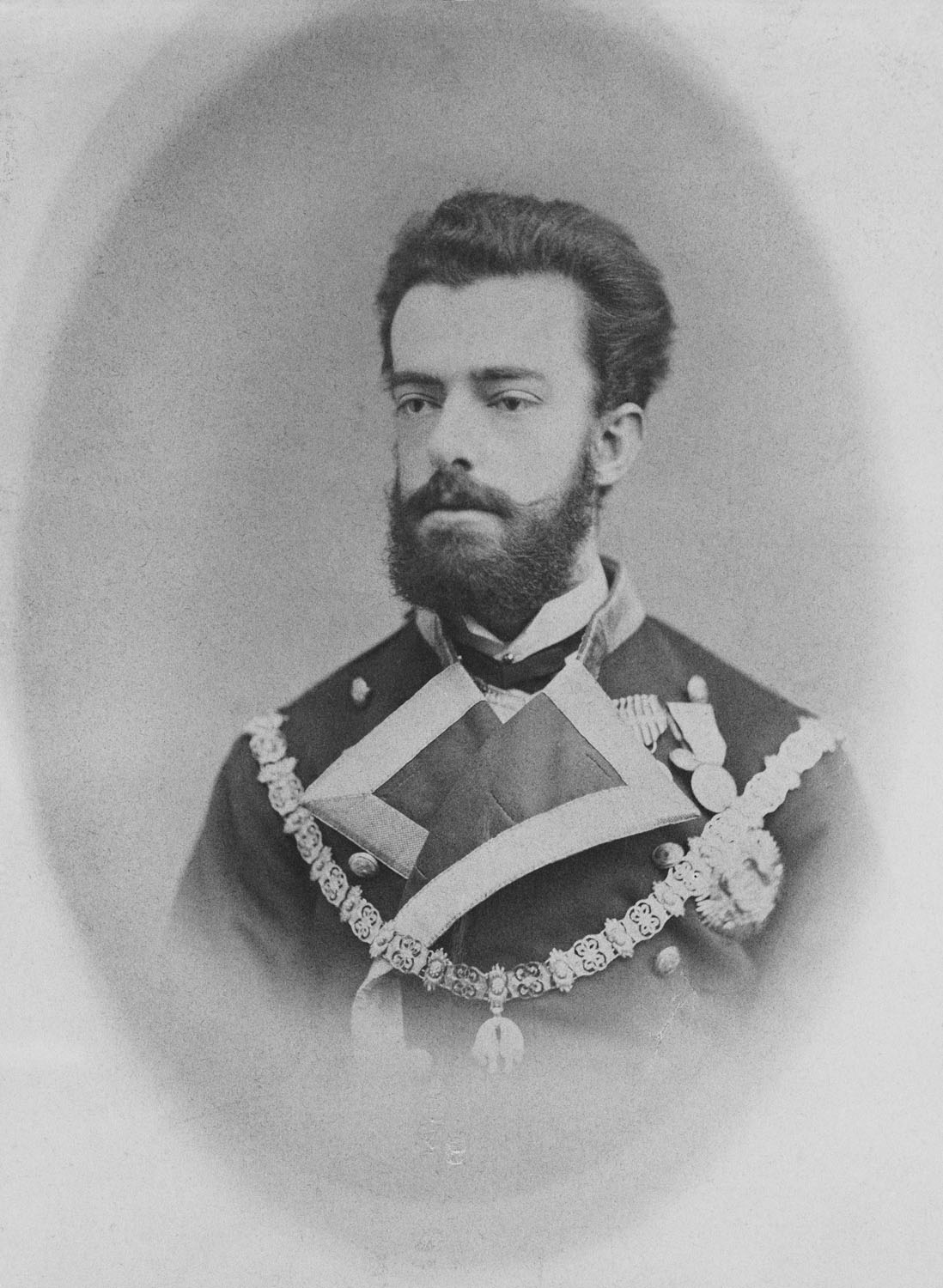
Amadeo de Saboya, rey constitucional de España entre noviembre de 1870 y febrero de 1873.

La popularidad del carlismo en aquel momento era tal, que el mismo ministro Ruiz Zorrilla manifestó en el Congreso que si se sometía a plebiscito quién debía ser el rey de España, la nación elegiría a Carlos VII. Tras optar por la lucha electoral, en las cortes de 1869, los carlistas o católico-monárquicos obtuvieron una veintena de diputados, y en las siguientes elecciones legislativas más de cincuenta. Pero la llegada de Amadeo de Saboya, considerado por los carlistas como un usurpador extranjero y odiado por ser «el hijo del carcelero del Papa», terminaría por imponer la opción armada.
El plan de la nueva insurrección carlista en 1871 no era actuar en la montaña, sino tomar ciudades importantes mediante una sublevación militar rápida. Para ello los carlistas, dirigidos por el general Cevallos, habían logrado el compromiso de varios oficiales y jefes del Ejército español, que estaban de acuerdo con el plan urdido por Cabrera. En agosto de 1871 estaba todo preparado, incluyendo fusiles, pólvora y demás pertrechos de guerra, pero Carlos VII no dio la orden y en septiembre suspendió los trabajos de conspiración.
Este aplazamiento causó un enorme disgusto entre los carlistas y motivó la dimisión de los jefes de la conspiración, incluido Cevallos. Muchos echaron las culpas a Emilio de Arjona, secretario de Don Carlos, a quien una comisión de carlistas catalanes, que fueron recibidos por el pretendiente en Ginebra, llegó a buscar por los cafés y lugares públicos de la ciudad para desafiarle, pero no lo encontraron.
A principios de diciembre de 1871 Cevallos comunicó que el rey admitía su dimisión como comandante general y nombraba en su lugar al general Díaz de Rada. Este puso al mando de Cataluña a Rafael Tristany y se organizó una Junta de catalanes en Ceret (Francia) para que reuniera dinero y armamento.
Cuando finalmente diese comienzo el alzamiento varios meses después de aquel verano de 1871, la mayoría de los jefes del Ejército no cumplieron su palabra y quedó la masa comprometida y abandonada a sus propias fuerzas, por lo que, según Joaquín de Bolós: «no [les quedó] más remedio, para evitar encarcelamiento y destierros, que retirarse a la montaña, dando origen forzosamente a la triste guerra civil».

### Tercera guerra carlista (1872-1876)

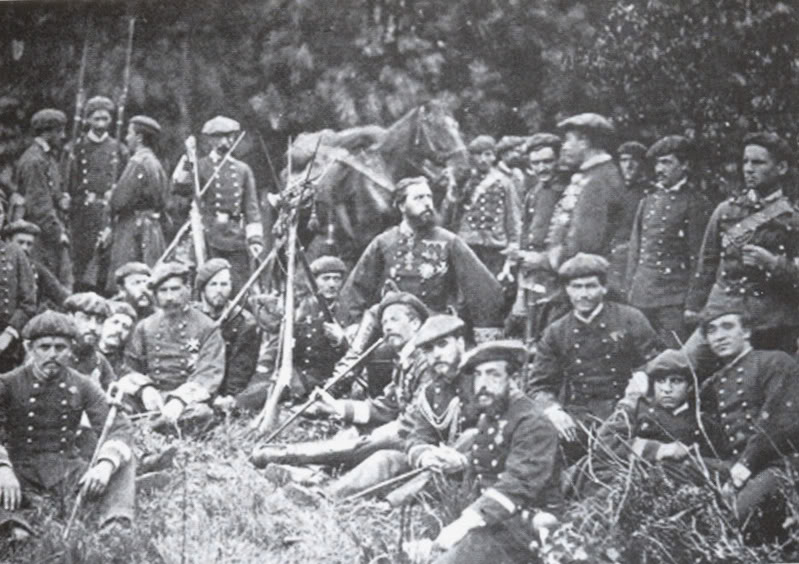
Fotografía de Carlos VII al frente de sus tropas durante la última guerra carlista.

Aunque los trabajos de conspiración continuaron a principios de 1872, dentro del carlismo seguía la pugna entre los partidarios de la lucha legal (entre los que destacaba Cándido Nocedal, que dirigía a la minoría tradicionalista en el Congreso) y quienes sólo creían en el recurso a las armas. La postura de Don Carlos abarcaba ambas tendencias. Algunos meses antes del estallido de la guerra había escrito a la princesa de Beira que no esperaba nada por las vías legales, «donde todo es farsa», pero que quería demostrar al mundo entero que había agotado «todos los medios pacíficos».
Las elecciones del 2 de abril de 1872, en que los carlistas verían reducido ostensiblemente su número de escaños en las Cortes, resultaron decisivas para imponer la opción armada. Don Carlos consideró inaceptables los procedimientos del gobierno de Sagasta durante el periodo preelectoral y el día de la elección y antes de que acabaran las elecciones mandó que se retirasen los candidatos y que los diputados y senadores que ya hubiesen sido elegidos no se presentasen en las Cortes. La insurrección estaba ya decidida. Para justificar su conducta, su secretario aclaró en una comunicación a las cancillerías extranjeras más importantes que «el partido carlista que representa la mayoría del país rechaza, en nombre de sus principios, todas las maquinaciones del partido liberal que son el prólogo de la disolución social» y que «el duque de Madrid quería a todo trance evitar un alzamiento en armas», añadiendo que, aunque los carlistas habían aceptado la lucha en el terreno exigido por sus enemigos, se habían empleado ilegalidades, violencias y farsas «para evitar que fuese a las Cortes la verdadera mayoría».
El 8 de abril el pretendiente envió desde Ginebra una primera carta a Díaz de Rada con instrucciones reservadas, y el día 14 una segunda, en la que ordenaba que se hiciese un alzamiento general el día 21, asegurando a sus seguidores que él estaría el primero «en el punto de peligro». Los catalanes se anticiparon a la fecha acordada, y el 6 de abril salió la primera partida mandada por el general Castells en la provincia de Barcelona.

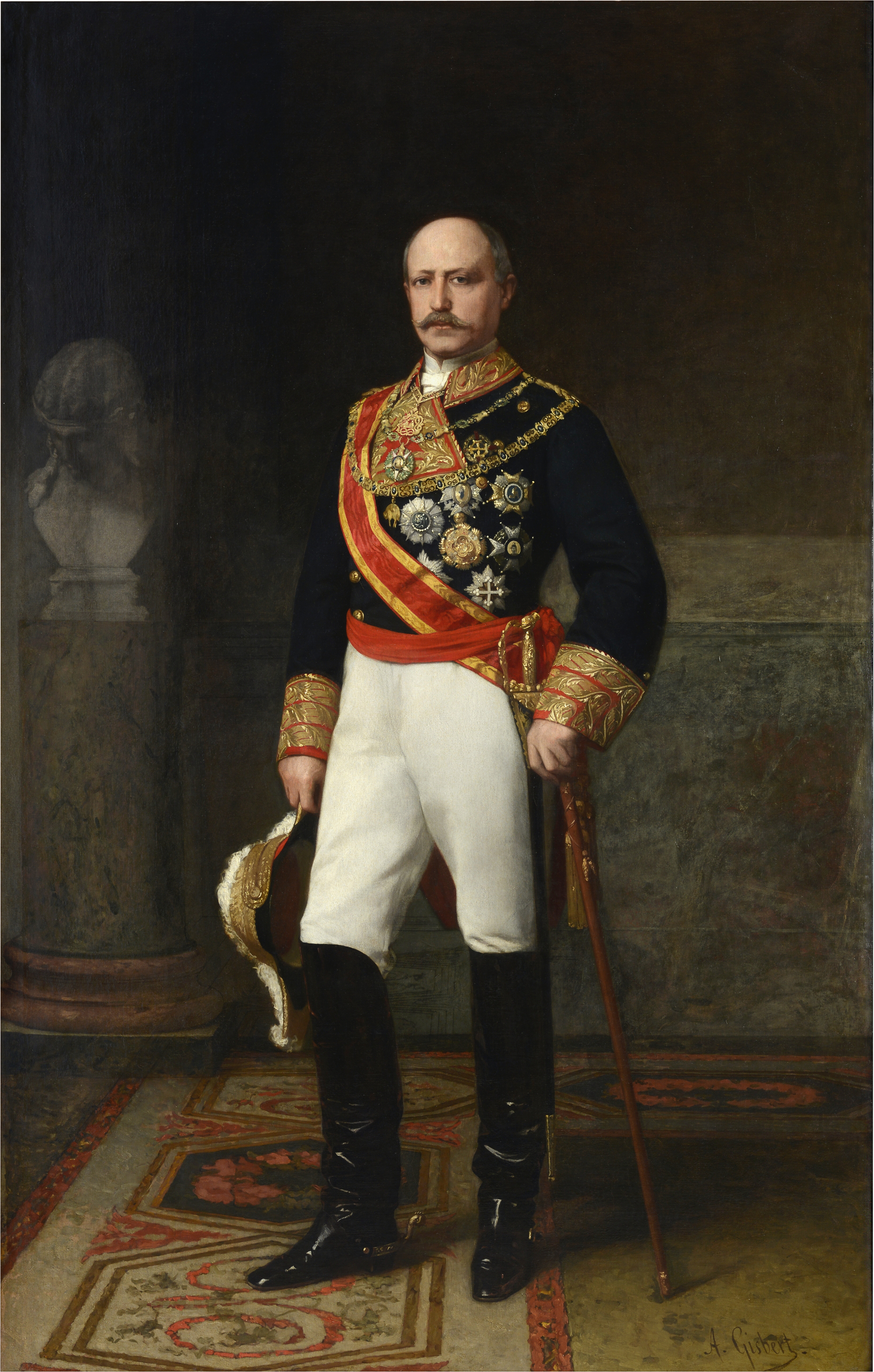
El general Francisco Serrano, autor del convenio de Amorebieta que paralizó la guerra en el Norte en 1872.

Díaz de Rada se movía en Navarra, Dorronsoro en Guipúzcoa, Ulibarri en Vizcaya, Marco de Bello en Aragón y Cucala en el Maestrazgo. Sin embargo, la realidad de la sublevación era muy inferior a la esperada, por lo que Díaz de Rada y otros trataron de impedir que Don Carlos entrase en España como había prometido. Pero el pretendiente hizo caso omiso y entró en Vera de Bidasoa, donde fue aclamado por la población. Se levantaron muchas partidas en Navarra y el 4 de mayo se libró la primera batalla en Oroquieta, que duró solo media hora, pues los carlistas, que habían sido sorprendidos por sus enemigos, se quedaron sin municiones. El fracaso obligó a Don Carlos a cruzar el Ulzama al galope, internándose en Francia por los Alduides al día siguiente.
A pesar de ello, en las provincias vascas, al igual que en la primera guerra, los carlistas habían logrado hacerse fuertes. Allí se produjeron los combates de Mañaria y Arrigorriaga, y en la acción de Oñate fue herido el brigadier Ulibarri. Desde entonces empezó a decaer el alzamiento en las Vascongadas y el 24 de mayo de 1872 se firmó el convenio de Amorebieta entre el general amadeísta Francisco Serrano y la Diputación de Vizcaya. En el resto de España siguió habiendo numerosas acciones, pero la guerra fue languideciendo ante los hechos ocurridos en Vascongadas.
En Cataluña operaban, entre otros jefes, los generales Castells y Savalls, que obtuvieron varias victorias. El coronel Francesch murió al tomar por sorpresa la ciudad de Reus. Pero Don Carlos animaba a sus partidarios catalanes, y estos, a pesar de las persecuciones que sufrían, se mantenían en armas, por lo que, para recompensar sus méritos, el pretendiente devolvió a Cataluña, Aragón y Valencia sus fueros que había derogado Felipe V siglo y medio antes en los decretos de Nueva Planta.

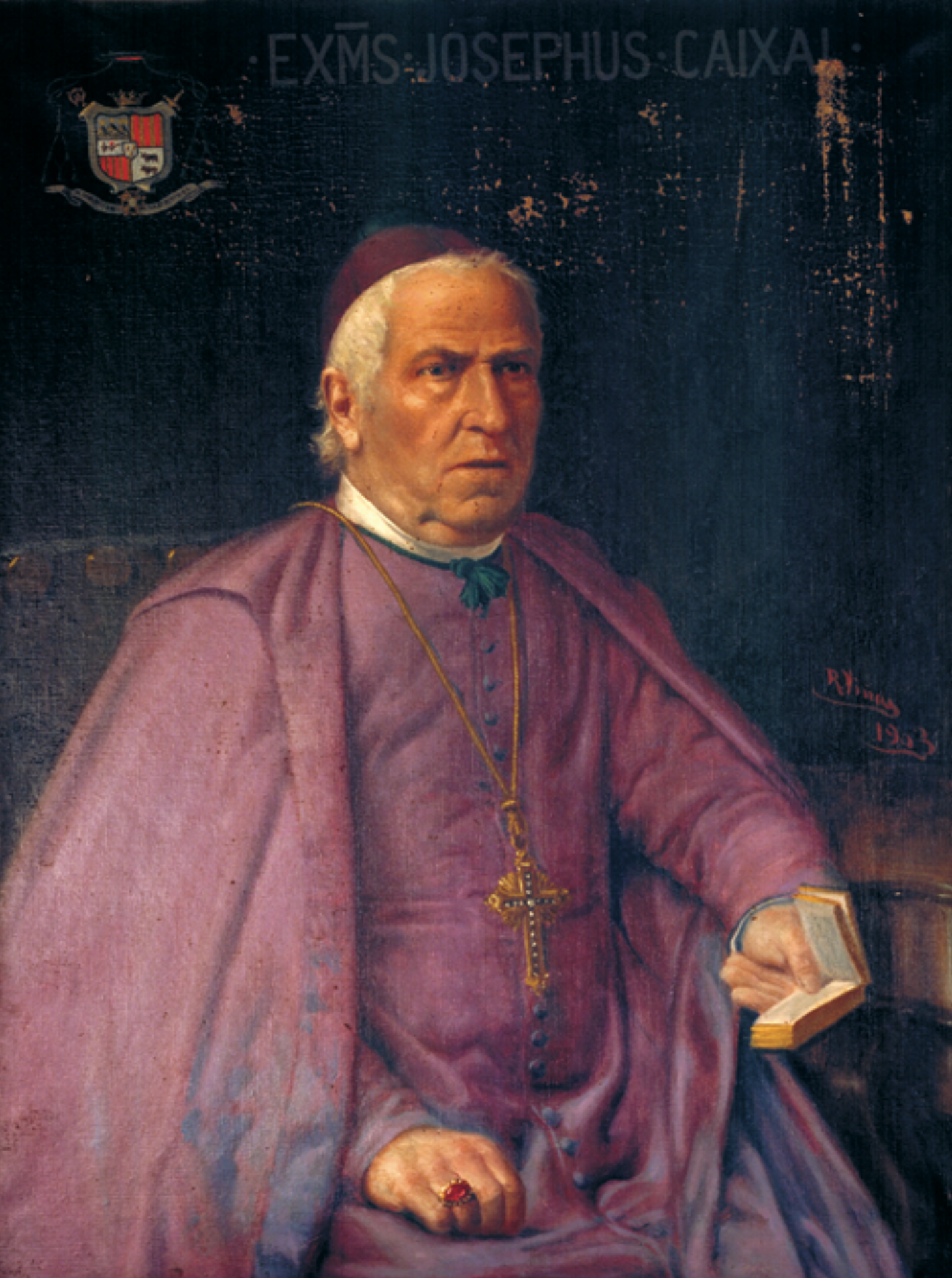
José Caixal, obispo de Seo de Urgel, acompañó a Don Carlos como vicario apostólico del Ejército carlista.

En Valencia, el general Dorregaray fue herido en campaña y en diciembre de 1872 este mismo general ordenó un nuevo levantamiento en Navarra y Vascongadas. En enero de 1873 el infante Alfonso de Borbón y Austria-Este, hermano del pretendiente, entraba en Cataluña para tomar el mando de los carlistas catalanes acompañado de su esposa María de las Nieves de Braganza.
La proclamación de la Primera República polarizó a la sociedad española y proporcionó nuevos apoyos a la sublevación carlista. La guerra entonces se generalizó en toda España: el 16 de julio de 1873 entró de nuevo Carlos VII por Dancharinea, pero ya no para ponerse al frente de unas partidas mal armadas, sino de un Ejército regular, que mandaba Dorregaray, y en el que se distinguía Ollo. Algunas de las batallas más destacadas en que los carlistas salieron victoriosos fueron las de Eraul, ganada por Dorregaray; la de Udave, por Ollo; la famosa de Montejurra, por Carlos VII; la de Lamindano, por el general Martínez de Velasco.
En 1874 los carlistas obtuvieron también victorias sonadas en batallas como la de Abárzuza, en la que perdió la vida el general gubernamental Concha, o la toma de Cuenca, esta última bajo las órdenes directas del infante Alfonso. Durante esta guerra no hubo en realidad expediciones más que la mandada por Mendiry, que fue a Santander, fracasando, y la del coronel Lozano, que recorrió las provincias de Murcia y Almería, que fue fusilado en Albacete. También el cabecilla Santés realizó algunas correrías y llegó hasta Aranjuez. La muerte en el sitio de Bilbao del general Nicolás Ollo, uno de los jefes carlistas más prestigiosos, suscitaría paralelismos entre el destino de este jefe y el de Zumalacárregui y sembró la consternación y el desaliento entre sus fuerzas navarras.

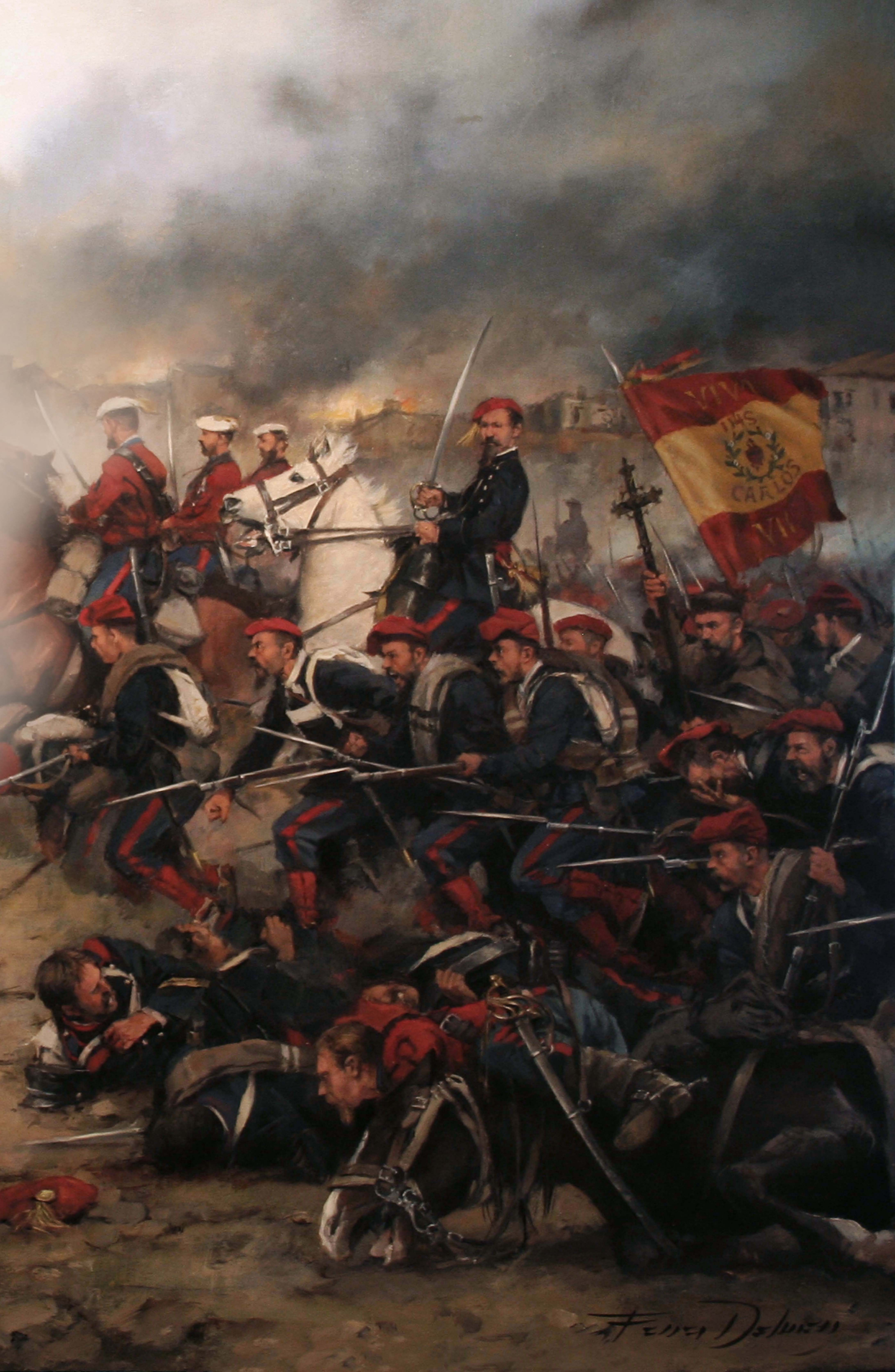
El general Tristany al frente de tropas carlistas de Gerona.

Aunque en el norte se empezaban a realizar canjes de prisioneros que parecían humanizar la guerra, el conflicto se recrudeció por las medidas de rigor adoptadas por el gobierno. El 18 de julio de 1874 la dictadura republicana de Serrano decretó el embargo de los bienes de todos los carlistas en armas y sus auxiliares; y el 29 de junio de 1875, ya reinando Alfonso XII, un nuevo decreto del ministro Francisco Romero Robledo estableció que fuesen expulsadas de España todas las familias que tuvieran a su jefe o a alguno de sus hijos en las filas carlistas, ordenando asimismo la detención y el encarcelamiento de las personas «conocidas por su adhesión o simpatía a la causa de los rebeldes». Llegaron hasta 13 000 los destierros acordados y a cerca de 14 000 los embargos hechos, por lo que Estella y otras poblaciones bajo dominio carlista se vieron invadidas de desterrados. En respuesta, los carlistas tomaron medidas similares contra los partidarios del gobierno que se hallaban en su territorio.
Tras la proclamación de Alfonso XII por el pronunciamiento de Sagunto, el rey liberal imitó a Carlos VII y se colocó al frente de su Ejército del Norte. Alfonso estuvo a punto de caer prisionero en la batalla de Lácar, ganada por los carlistas. Pero las fuerzas liberales eran tan numerosas, que los carlistas no podían hacerles frente. La restauración alfonsina había marcado el declive carlista en la guerra y restado apoyos a su causa. Contribuyó mucho a desalentar a los carlistas la defección de Cabrera, que reconoció públicamente a Alfonso desde Londres el 11 de marzo de 1875 y dirigió una proclama a sus antiguos correligionarios induciéndoles a hacer lo mismo. Ese mismo mes se reunió Martínez Campos con Savalls y Lizárraga en el Hostal de la Corda, cerca de Olot, para mejorar el trato a los presos y heridos de ambos bandos.
Según el relato de Antonio Pirala, durante la reunión se produjo la siguiente conversación: 

Lizárraga se afanó entonces por convencer a su contrincante de que él solo podía concluir de una vez con todas las calamidades de la guerra civil proclamando allí mismo a D. Carlos como único rey legítimo de España; y Martínez Campos, por un acto sin duda de habilidad diplomática, contestó: que si bien llevaba tres cuartas partes de boina, compromisos sagrados no le permitían hacerlo; pero que los carlistas se unieran a él y ambos ejércitos aplastarían la revolución para siempre y darían días de paz y ventura a la patria.

Aunque Savalls había sido reticente a entrevistarse con Mártinez Campos, este encuentro hizo que los voluntarios empezaran a dudar de la lealtad de su jefe y, como en 1839, empezaron a circular rumores de traición entre los carlistas catalanes.
Los generales Martínez Campos y Fernando Primo de Rivera acabaron por derrotar a los carlistas en Cataluña, donde fue sitiada y tomada Seo de Urgel, y, tras vencer Quesada sobre Pérula (último jefe de Estado Mayor General carlista) en la batalla de Zumelzu, no se producirían más acciones de importancia. El 17 de febrero de 1876 las fuerzas de Primo de Rivera se apoderaron del fuerte de Montejurra (rendido por el brigadier Calderón) y penetraron en la que había sido la corte de Don Carlos, Estella. En Peña-Plata se libró la última batalla, que consumaba la victoria militar alfonsina en el norte.
Los carlistas se vieron obligados a pasar a Francia el 28 de febrero y Don Carlos se despidió de sus voluntarios con un solemne “Volveré”.
A pesar de la derrota, diversos carlistas consideraron que sus esfuerzos no habían sido en vano, pues habrían logrado «contener a la revolución», forzando la implantación del régimen de la Restauración, más respetuoso con la religión.

## Insurrecciones y conflictos carlistas posteriores

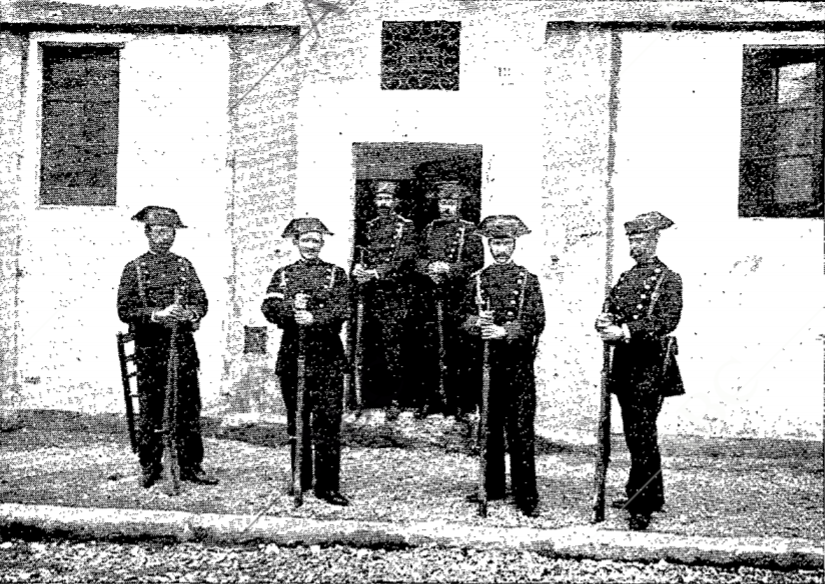
Los guardias civiles que resistieron el ataque de los carlistas en el Cuartel de la Badalona (octubre de 1900).

Después de 1876 los carlistas prefirieron actuar a través de la política parlamentaria y su influyente prensa tradicionalista. Divididos en distintos pareceres, sobre todo en lo referente al alcance de la «unidad católica», las polémicas entre periódicos carlistas produjeron un conflicto interno que en 1888 llevaría a la escisión integrista. Pero, de manera paralela a la lucha periodística, los legitimistas españoles siguieron protagonizando ocasionalmente conspiraciones, altercados y levantamientos de partidas, como la mandada en 1882 por Mariano de la Coloma.
Poco después de fallecer Alfonso XII, en casa del marqués del Busto, en Madrid, el obispo de Daulia, José María Benito Serra, recibió la visita de unos carlistas encargados por el general Bérriz para consultarle si sería posible y oportuno combatir con las armas a la regencia de María Cristina, ante lo cual el anciano obispo se mostró animoso y les bendijo. También en Cataluña el coronel Luis de Mas realizó preparativos para una nueva insurrección carlista.
Ese alzamiento finalmente no se llevó a cabo, pero en 1897 la crisis de la monarquía alfonsina a causa de la situación en Cuba y en Filipinas dio nuevos bríos al carlismo. En el clima de tensión, en marzo de ese año llegaron a alzarse partidas aisladas en Puebla de San Miguel (Valencia) y Castelnou y Calanda (Teruel), lo que generó una cierta alarma social. El diputado tradicionalista Matías Barrio y Mier condenó enérgicamente la intentona y afirmó que «eso que se supone y se nos atribuye, sería antipatriótico en las presentes circunstancias». De hecho, Don Carlos ordenó desde Bruselas a todos los carlistas que no hicieran nada que pudiera comprometer el éxito de la guerra y que ayudaran con todas sus fuerzas a los encargados de defender la integridad española en Cuba y Filipinas.

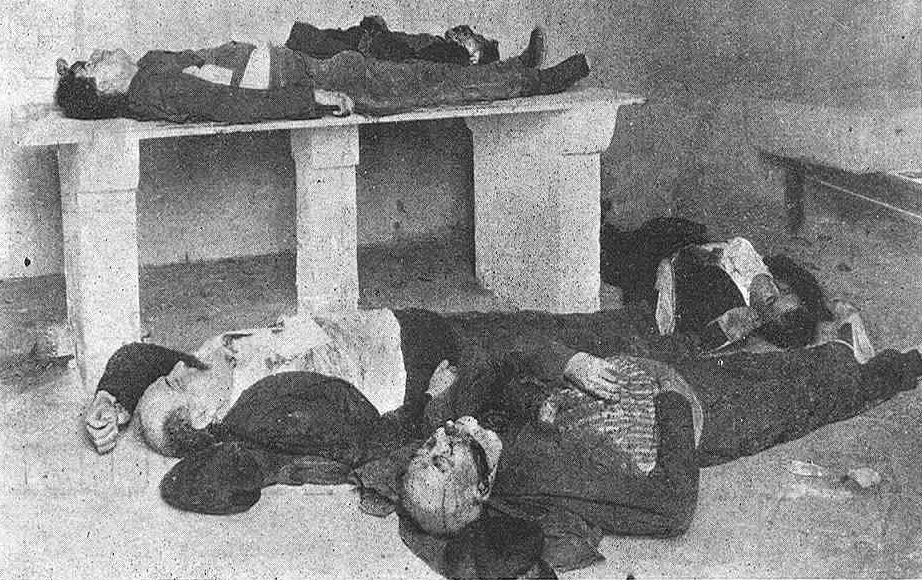
Los muertos a consecuencia del enfrentamiento entre carlistas y lerrouxistas de San Feliú de Llobregat (1911).

Aun así, cuando Estados Unidos declaró la guerra a España, Don Carlos amenazó formalmente con una nueva guerra civil si no se luchaba por defender el honor nacional y manifestó que no podría asumir la responsabilidad ante la Historia de la pérdida de Cuba. Por eso, después del tratado de París, considerado una deshonra nacional, se generalizó la opinión de que los carlistas se lanzarían a una nueva guerra civil, aprovechando el gran descontento del Ejército y del pueblo. Así pues, se planeó la sublevación, en la que en un principio estaba comprometido el general Weyler (que se desvinculó después), pero el pretendiente finalmente no dio la orden. Eso motivó que algunos carlistas tratasen de hacer la guerra por su cuenta y en octubre de 1900 se alzaron algunas partidas en Badalona y algunas otras localidades españolas.
Todavía en el siglo XX, décadas después de la derrota en la última guerra, el carlismo mantenía su espíritu combativo. En 1906, en respuesta a los proyectos anticlericales del gobierno de López Domínguez, se alzaron en algunos pueblos de Cataluña pequeñas partidas carlistas comandadas por Pablo Güell alias «el Rubio», Manuel Puigvert «el Socas» y Guillermo Moore, aunque, al igual que en 1900, actuaron sin el permiso de las autoridades de la comunión carlista.
Además, los militantes tradicionalistas se vieron envueltos con frecuencia en enfrentamientos violentos con grupos anticlericales como los republicanos de Lerroux (singularmente en Cataluña, donde tuvo lugar un episodio especialmente sangriento en 1911), así como con los nacionalistas vascos.

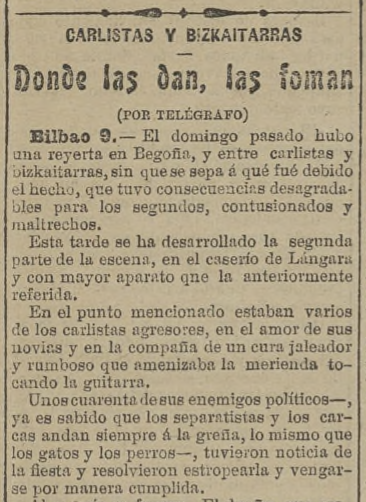
Noticia aparecida en El Intransigente (10-6-1907) que daba cuenta de una de las frecuentes reyertas entre carlistas y bizkaitarras (nacionalistas vascos) a principios del.

En Barcelona, los jaimistas (como se conocía a los carlistas desde 1909) se veían inmersos en la gran conflictividad social que había quedado patente en la Semana Trágica. El clima de violencia era tal, que el periódico jaimista La Trinchera llegó a anunciar sorteos entre sus lectores de pistolas Browning y una carabina Mauser. De hecho, en 1919 se constituyeron en el Círculo Central Tradicionalista barcelonés los llamados Sindicatos Libres, cuyos dirigentes respondieron a los pistoleros anarco-sindicalistas de la CNT bajo la ley del «ojo por ojo».
Estallada la Primera Guerra Mundial, la mayoría de los jaimistas se pusieron de parte de los Imperios Centrales. Guiados por el diputado Vázquez de Mella —cuyos mítines llenaban teatros y plazas de toros—, aducían que Inglaterra y Francia habían sido los promotores del liberalismo y los adversarios del poderío español. Así pues, desde sus tribunas y su prensa —en especial El Correo Español— realizaron una activa campaña para mantener la neutralidad de España en la guerra contra los que pretendían que el país se adhiriese a los Aliados, amenazando con una guerra civil si el gobierno intervenía en el conflicto europeo.
El tradicionalismo, nuevamente dividido tras la publicación de un manifiesto antigermanófilo de Jaime de Borbón en 1919, decayó con la dictadura de Primo de Rivera, que ellos mismos ayudaron a implantar, pero tras la proclamación de la Segunda República en 1931, la Comunión Tradicionalista logró reunificar a sus antiguos miembros y experimentó un gran resurgimiento, que se vio materializado en una importante minoría de diputados en las Cortes republicanas.
Durante estos años, los tradicionalistas realizaron una intensa campaña de propaganda social y se sucedieron nuevamente choques violentos con las fuerzas de la izquierda. El 10 de agosto de 1932 jóvenes carlistas se vieron envueltos en el golpe de Estado de Sanjurjo en Madrid y Sevilla y, al producirse la revolución de 1934, los tradicionalistas se pusieron del lado de las fuerzas de orden público y combatieron a los revolucionarios en Asturias, Vascongadas, Cataluña y el resto de España.
Desde 1934 Manuel Fal Conde, jefe delegado de la Comunión Tradicionalista nombrado por Alfonso Carlos de Borbón (el hermano de Carlos VII y último pretendiente de la dinastía carlista original), había dispuesto la instrucción militar del Requeté, la milicia carlista. En grupos de 30, requetés de toda España, y especialmente de Navarra, viajaron secretamente a la Italia fascista, donde permanecerían alrededor de un mes. Unos 500 de ellos fueron instruidos en el manejo de las más avanzadas armas modernas.

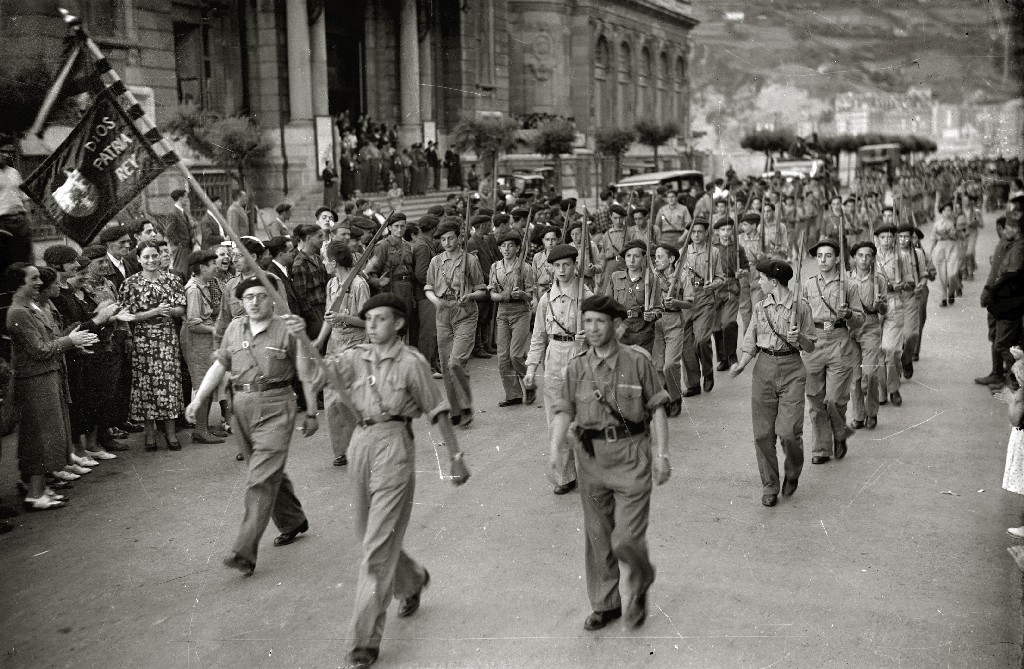
Desfile de jóvenes requetés en San Sebastián tras ser tomada la ciudad por el bando sublevado (13-9-1936).

La entrada en el gobierno del Frente Popular en febrero de 1936 aceleró los planes de sublevación de los tradicionalistas, que conspiraron con los generales Sanjurjo y Mola contra el régimen. Finalmente, el 18 de julio de 1936 se produjo el Alzamiento conjunto de militares y requetés, siendo la participación de los segundos especialmente decisiva en Navarra. Esta nueva insurrección, a la que se sumaron también las milicias de Renovación Española, Falange, Partido Nacionalista Español y Acción Popular, daría origen a la guerra civil española. En esta ocasión, y por indicaciones del mismo Alfonso Carlos, la lucha de los carlistas contra el comunismo debía ser solo «por Dios y por España», sin mirar «las cuestiones personales de partidos».
Organizados en hasta 67 Tercios de Requetés, durante la contienda llegaron a combatir más de 60 000 boinas rojas, de los cuales murieron en combate una décima parte y casi la mitad resultaron heridos, destacando singularmente por su número de bajas el Tercio de Montserrat, compuesto exclusivamente por catalanes huidos de la zona republicana.
Aunque se habían levantado en armas sin interés partidista, en las primeras semanas de la guerra los carlistas confiaban aún en que el régimen resultante de la rebelión sería tradicionalista. Fal Conde manifestó a finales de agosto que «el nuevo espíritu de renacimiento español, nacional e imperial» se inspiraba en el tradicionalismo español y que éste estaba «próximo a plasmar en realidad sus doctrinas».
Finalmente, en abril de 1937 el general Franco disolvió la Comunión Tradicionalista en el que iba a ser el partido único del régimen, Falange Española Tradicionalista y de las JONS. No obstante, Franco proclamó que el Movimiento era heredero del carlismo y el 9 de marzo de 1938, con motivo de la fiesta de los Mártires de la Tradición, nombró tenientes honorarios del Ejército a todos los veteranos supervivientes de las guerras carlistas, considerando aquellas «Cruzadas del siglo XIX» como «precursoras del Movimiento Nacional», lo que equivalía a legitimar a cuantos habían tomado las armas en el pasado contra la España constitucional. La propia escolta de Franco estaría compuesta por requetés.

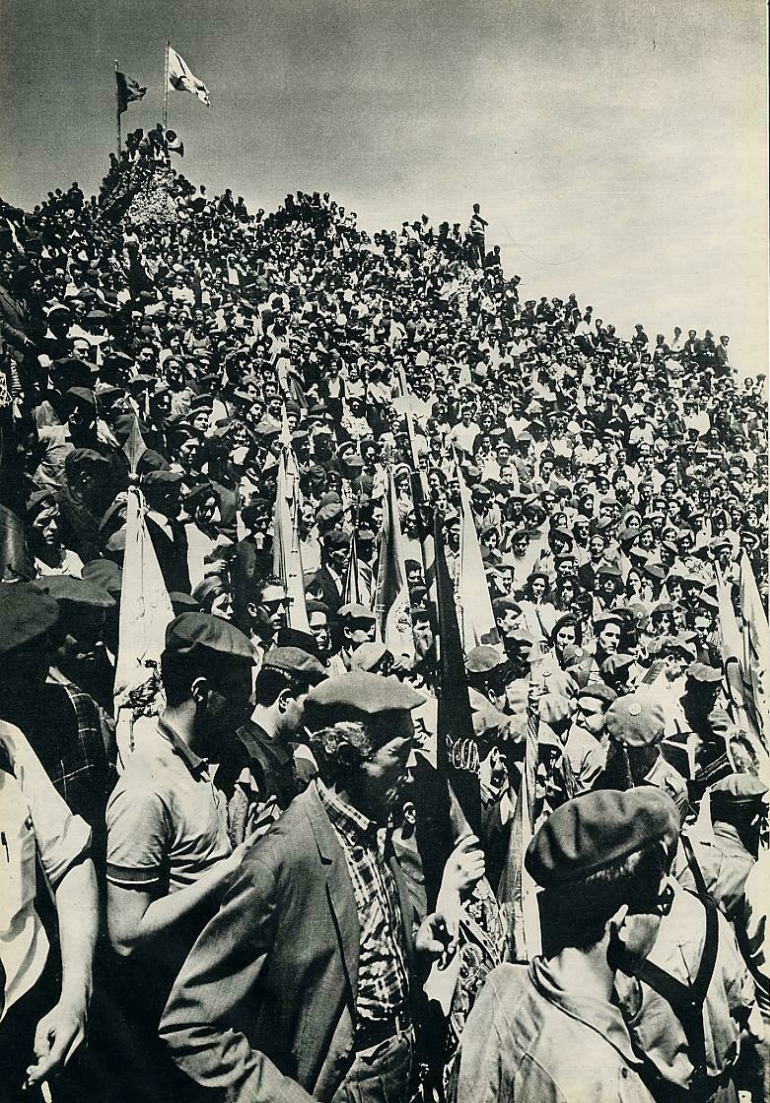
Una multitud de carlistas en la concentración anual de Montejurra (1966).

El carlismo, nuevamente dividido en diversas facciones (principalmente javieristas, carlooctavistas, juanistas y sivattistas), siguió actuando durante el franquismo con mayor o menor afinidad al régimen, y militantes carlistas protagonizaron en ocasiones altercados. Liderados por Manuel Fal Conde, los javieristas, en concreto, llegaron a ser calificados despectivamente por el propio Franco como un «diminuto grupo de integristas». Hubo incluso carlistas que participaron en asaltos y saqueos de algunas de las capillas protestantes que se iban instalando en España después de 1945, ante lo que consideraban una «inmensa propaganda protestante».
Al aparecer a finales de la década de 1960 un «neocarlismo» de izquierdas auspiciado por la secretaría del príncipe Carlos Hugo de Borbón-Parma, también se fundó una organización marginal violenta conocida como Grupos de Acción Carlista, que fue desarticulada por la policía en 1971 y entre cuyos principales atentados figura la colocación de una bomba en la imprenta del periódico carlista El Pensamiento Navarro, que se negaba a abandonar el ideario tradicionalista. Sin embargo, este atentado fue reivindicado años después por ETA. Durante el tardofranquismo y la Transición actuaron asimismo los Guerrilleros de Cristo Rey, agrupación antagónica, buena parte de cuyos miembros provenían del carlismo tradicionalista.
Para mantener «la ortodoxia del carlismo», en 1975 el hermano de Carlos Hugo, Sixto Enrique de Borbón, proclamó que asumía la tarea de reorganizar la Comunión Tradicionalista y en mayo del año siguiente se produjeron los llamados sucesos de Montejurra, en los que, tras una pelea a palos y garrotazos entre las facciones carlohuguista y sixtina, resultaron muertos un militante de la HOAC y un miembro del MCE, el primero de los cuales falleció a consecuencia de disparos efectuados por el requeté José Luis Marín García-Verde, uno de los simpatizantes de Sixto.
Durante la Transición fueron también asesinados por ETA varios carlistas tradicionalistas, entre ellos el jefe de las Juventudes Tradicionalistas de Vizcaya, algunos alcaldes del país vasco y Navarra y el presidente de la Diputación de Guipúzcoa, Juan María de Araluce. Según Ignacio González Janzen, hubo carlistas de Sixto que participaron después en el Batallón Vasco Español. Hasta su desaparición en 1981, el periódico carlista El Pensamiento Navarro denunció la oleada de atentados y amenazas de ETA. En la década de 1990 aún eran frecuentes los incidentes entre carlistas y militantes de Herri Batasuna en la localidad navarra de Leiza.

## Motivaciones
Al analizar lo que había movido a los carlistas a alzarse en armas en diversas ocasiones a lo largo del siglo XIX, el polígrafo Marcelino Menéndez Pelayo escribió que aquello se había producido:

no ciertamente por interés dinástico, ni por interés fuerista, ni siquiera por amor muy declarado y fervoroso a este o al otro sistema político, sino por algo más hondo que todo eso; por la instintiva reacción del sentimiento católico, brutalmente escarnecido, y por la generosa repugnancia a mezclarse con la turba en que se infamaron los degolladores de los frailes y los jueces de los degolladores, los robadores y los incendiarios de las iglesias y los vendedores y compradores de sus bienes.

Refiriéndose en concreto a los principios esgrimidos por uno y otro bando en la primera guerra carlista (conocida entonces como guerra de los siete años), el carlista Luis F. de Toledo y de Belloch, en un folleto publicado en 1870, escribió:

Yo levanto la voz en grito que se oiga desde la cumbre más alta de los Pirineos hasta las columnas de Hércules. Españoles todos, los que estáis desengañados, y los que vivís en la ilusión, escuchad: La guerra de los siete años entre don Carlos V y doña Isabel II no fué guerra de legitimidad, sino guerra de principios. Doña Isabel y sus capitanes para arrastrar al pueblo a sus filas no clamaban viva Isabel II la legítima, sino viva Isabel II la liberal, y los adictos a don Carlos V clamaban: viva nuestro rey católico, viva nuestro rey legítimo. España entonces se dividió en dos bandos, el uno liberal que pugnaba por coronar a doña Isabel II y quemaba los conventos, saqueaba los templos, despojaba la Iglesia, creaba enjambres de empleados que eran ejércitos estacionados en las ciudades y pueblos, que cobraban sueldo con achaque de empleos, a fin de que gritaran: «¡Viva nuestra reina constitucional!». Nunca gritaron viva nuestra reina legítima. Los carlistas clamaban: viva nuestro rey católico, viva la religión, guerra a los enemigos de Dios.

El espíritu de «guerra santa» cobraría todavía mayor relieve en la tercera guerra carlista, pues los carlistas consideraban que la revolución de septiembre de 1868 había atropellado «la justicia, la moral, la religión y todos los respetos divinos y humanos». Al explicar las razones de este último alzamiento, el general Francisco Savalls afirmaba que los revolucionarios habían condenado a la indigencia a los sacerdotes mientras protegían «cultos extraños» en el seno de la «nación católica por excelencia» y que la Constitución de 1869 era «atea y hasta diabólica», pues hacía de cada hombre «un dios con sus derechos ilegislables, anteriores y superiores a toda autoridad». Para el carlismo, la etapa democrática había supuesto un ataque a la familia al establecer el matrimonio civil, se había anulado la educación moral de la infancia al desterrar de las escuelas los libros de doctrina cristiana y se había pervertido también la enseñanza superior con una «libertad licenciosa». Según los insurrectos, al eliminar la censura de la prensa, los revolucionarios habían permitido publicaciones «impías» e «indecentes» y con el derecho de asociación habían facilitado a los «licenciosos» reunirse para atacar y destruir «todo lo que respeta una sociedad bien organizada».
Otra de las constantes en el movimiento carlista, junto con la reivindicación de la religión ultrajada, fue el ideal patriótico, que las proclamas de los carlistas invocaban a menudo. Por ejemplo, en la primera guerra, Zumalacárregui aludía al yugo al que las naciones extranjeras habían tratado de imponer a la «heroica España»; en la segunda, Cabrera insistía en que no se trataba ya de otra guerra dinástica, sino de independencia, como la de 1808, por lo que los «buenos españoles» debían unirse bajo las banderas de Carlos VI; y en la tercera, producida durante el reinado de Amadeo de Saboya, el mismo pretendiente Carlos VII ordenaba que se hiciera el alzamiento al grito de «¡Abajo el extranjero! ¡Viva España!». En esta última, el general Rafael Tristany llamaba a las armas a todos los catalanes que sintiesen su pecho «inflamado con la santa llama del puro españolismo» y fue calificada como «guerra de desagravio nacional» por Savalls, quien manifestaba que los carlistas se alzaban contra un gobierno extranjero, apelando al honor de la patria y a las resistencias de Sagunto y Gerona, así como a los nombres de Viriato y Mina como héroes de la independencia española. La consigna, invocando a los macabeos, era «más vale morir en la batalla que no ver los males de nuestra patria».

### Cuestión foral
La cuestión foral tuvo también mucha importancia en el periodo de las guerras carlistas, ya que los fueros había permitido que el carlismo triunfase en las provincias Vascongadas y Navarra, donde los Voluntarios Realistas no pudieron ser purgados del Ejército como en el resto de España, y cobraron significación política especialmente durante la tercera guerra carlista, cuando el pretendiente Carlos de Borbón y Austria-Este restauró también los fueros de Cataluña, Valencia y Aragón.
Tradicionalmente la historiografía ha considerado que el fuerismo vasco-navarro fue, junto con la defensa del catolicismo, uno de los factores principales que impulsaron la movilización carlista en el norte. Sin embargo, en los últimos años se ha revisado totalmente esta visión, primero para negarla (afirmando que en 1833 no existía tal reivindicación) y después para volverla a tomar con matices.
El capitán de lanceros inglés Charles Frederick Henningsen, que combatió en la primera guerra carlista en el bando legitimista, escribió en 1836 que ni el 5 % de los insurrectos conocía realmente el significado de la palabra «fueros», aunque era familiar a su oído, y que, al preguntar a los soldados por qué luchaban, le contestaban invariablemente «Por Carlos V» o «Por el Rey». Del mismo parecer era John Francis Bacon, cónsul británico en Bilbao entre 1830 y 1837, quien afirmó que «no hay nada de común entre la rebelión [carlista] de las Provincias Vascongadas y los fueros que poseían».
También en 1845 Juan Antonio de Zaratiegui, quien había sido ayudante y secretario del general Zumalacárregui, dejó escrito que era un error afirmar que los navarros habían tomado las armas en la primera guerra carlista para defender sus fueros, ya que en 1833 estaban plenamente vigentes. En su obra «Vida y hechos de don Tomás de Zumalacárregui» Zaratiegui afirmaba poder demostrar que el alzamiento en Navarra no tuvo otro objeto que la defensa de los derechos a la corona de España del infante Carlos María Isidro y protestaba contra los que sostuviesen lo contrario.

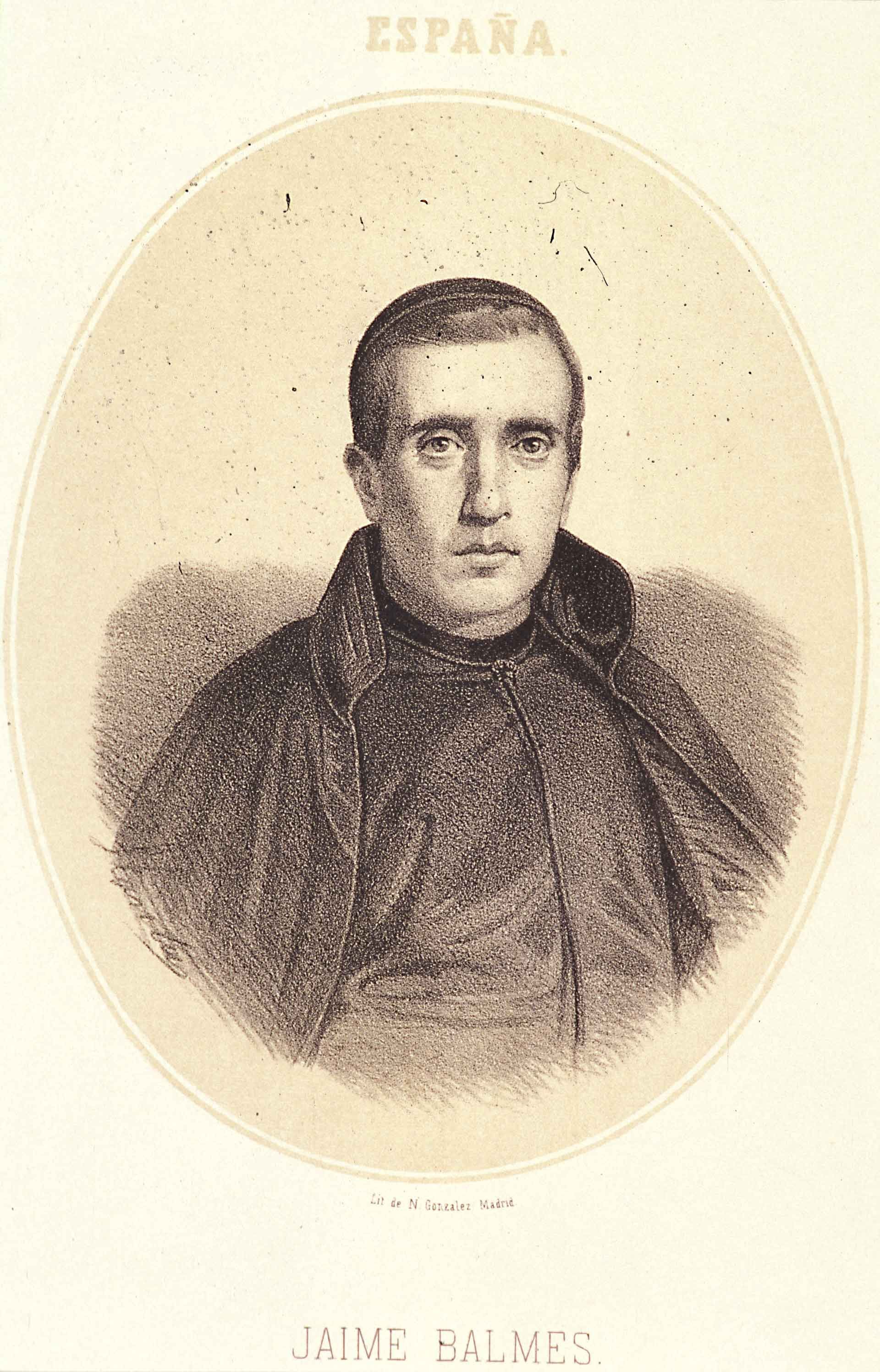
Jaime Balmes

En la misma línea se pronunciaba el filósofo catalán Jaime Balmes, quien en su periódico El Pensamiento de la Nación, escribió lo siguiente:

Es falso que haya verdadero provincialismo, pues que ni los aragoneses, ni los valencianos, ni los catalanes recuerdan sus antiguos fueros, ni el pueblo sabe de qué se le habla cuando estos se mencionan, si los mencionan alguna vez los eruditos aficionados a antiguallas. Hasta en las provincias del Norte no es cierto que el temor de perder los fueros causara el levantamiento y sostuviese la guerra; los que vieron las cosas de cerca saben muy bien que el grito dominante en Navarra y las Provincias Vascongadas era el mismo que resonaba en el Maestrazgo y las montañas de Cataluña. Si alguien nos objetase el convenio de Vergara, el mágico efecto de la garantía de los fueros para terminar la guerra civil y otras cosas por ese tenor, nada le replicaremos: porque creeríamos inútil entrar en discusiones para convencerle, supuesto que tiene la bienaventurada candidez de formar su opinión sobre los documentos oficiales de una sola parte y los artículos de los periódicos que la defendían.

Para el escritor fuerista José María Angulo y de la Hormaza, en cambio, en las Provincias Vascongadas y Navarra habría sido precisamente el deseo de conservar los fueros lo que propició el fin de la primera guerra carlista, solución a la que se oponían los carlistas. El escribano José Antonio Muñagorri popularizó para ello, con la cooperación del gobierno, el lema de «Paz y Fueros», que facilitaría la conclusión del conflicto mediante el Convenio de Vergara firmado por el general Maroto (considerado como el gran traidor de la causa carlista).

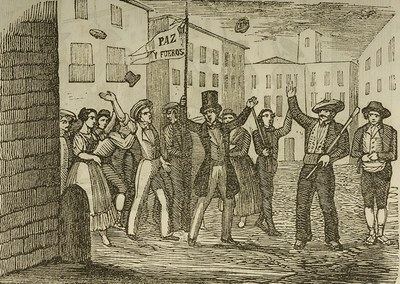
Pronunciamiento de Muñagorri en favor de la paz y los fueros en Berástegui (1838).

De acuerdo con este autor, los fueros tampoco habrían sido, de hecho, la causa de que en las Provincias Vascongadas y Navarra triunfase el alzamiento carlista por segunda vez en 1872, sino el anticlericalismo y los desórdenes del Sexenio Democrático. Según Angulo y de la Hormaza, el deseo de conservar los fueros habría sido incluso un impedimento para ir a la guerra, ya que la derrota militar podía conllevar la pérdida de los mismos. La consigna al producirse el levantamiento sería «¡Salvemos la Religión aunque perezcan los Fueros!».
Para el político liberal vizcaíno Fidel de Sagarminaga, vincular los fueros al carlismo era un error, ya que había sido la reivindicación religiosa, y no los fueros, lo que había producido el último alzamiento en la región vasco-navarra, donde a diferencia de otras regiones españolas, no habían triunfado insurrecciones carlistas entre 1839 y 1868, durante todo el reinado de Isabel II. Ante la amenaza de que el gobierno de Cánovas del Castillo los suprimiera, en su obra Dos palabras sobre el carlismo vascongado (1875) manifestó:

Hoy nos basta haber procurado demostrar que el carlismo vascongado es un fenómeno con accidentes locales, pero cuya esencia no radica ni vive sola en aquella región; que los fueros no han sido en lo más mínimo parte para producirle, y que en ello no pueden encontrar apoyo los sediciosos y trastornadores, hasta el punto de que solo en el bando de los leales vascongados se encuentran la genuina representación de aquellas instituciones; que la causa que tan dolorosamente ha fomentado la guerra civil, no es otra que la religiosa, esplotada á su vez por ambiciosos de profesión, abrazada con ardor por ánimos inflamables y predicada por ministros del altar con más fe que cordura; que la cuestión religiosa ha sido causa poderosísima de guerra por la forma en que se ha introducido, y las imprudencias de los que la promovieron; que castigar al pueblo vascongado con la pérdida de sus instituciones seria confundir, por primera vez, de una manera solemne y eficaz, a los fueros con el carlismo; que en ello se cometeria una grandiosísima injusticia con respecto á los buenos vascongados (y no son pocos), víctimas más que nadie de la alteración y de la guerra carlista; y que es, en suma, contrario á toda justicia, á toda política previsora, buscar en las venganzas el castigo, y en la agravación de los males su remedio.

A pesar de estos ruegos, los fueros vasco-navarros fueron finalmente suprimidos al promulgarse la Constitución española de 1876, poco después de la tercera guerra carlista. A cambio en 1878 Navarra y las provincias vascas obtuvieron el Convenio y Concierto económico, respectivamente.